# Symposion (Platon)

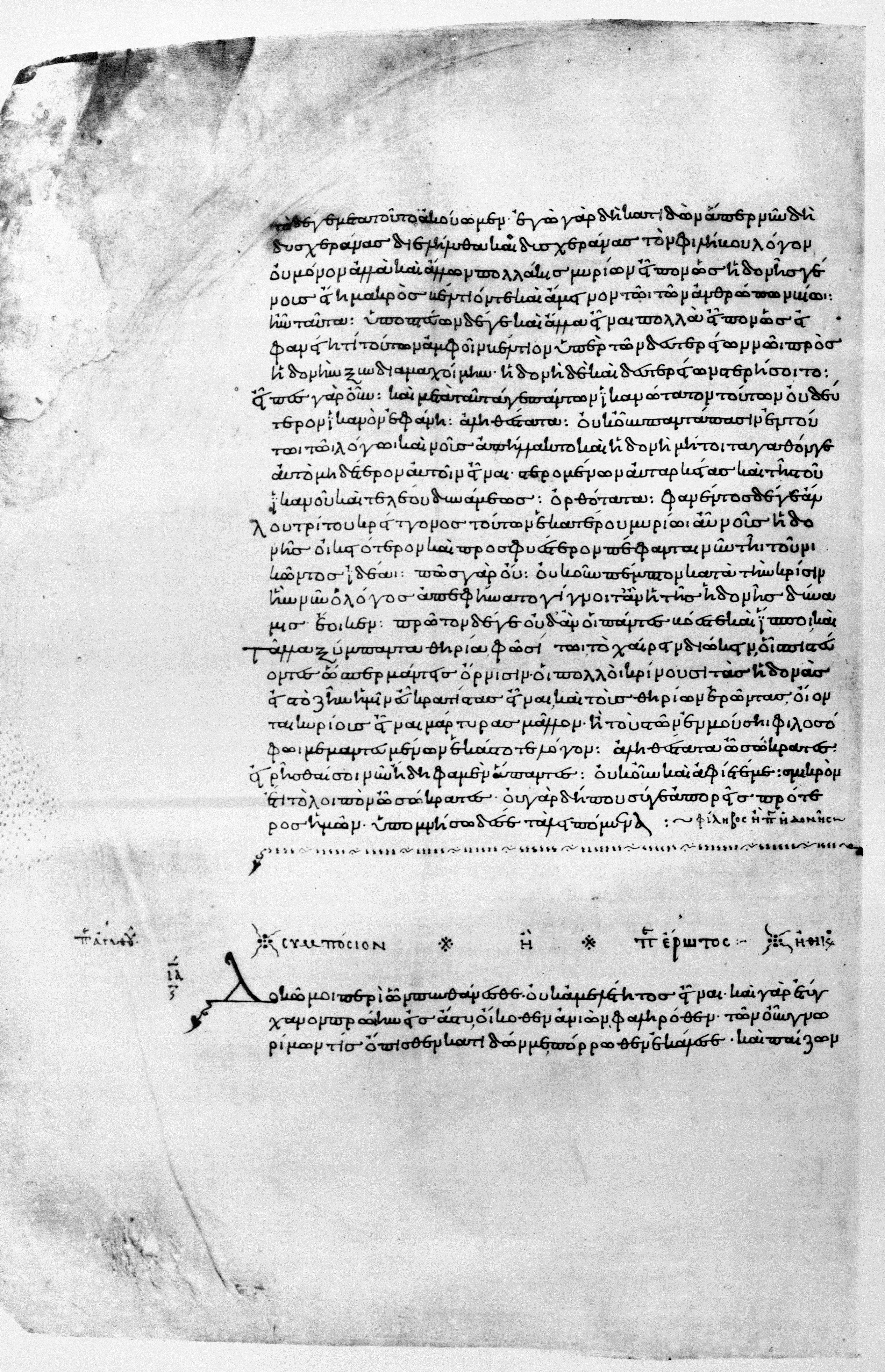
Der Anfang des Symposions in der ältesten erhaltenen mittelalterlichen Handschrift, dem 895 geschriebenen Codex Clarkianus (Oxford, Bodleian Library, Clarke 39)

Das Symposion (altgriechisch Συμπόσιον Sympósion „Gastmahl“ oder „Trinkgelage“, latinisiert Symposium) ist ein in Dialogform verfasstes Werk des griechischen Philosophen Platon. Darin berichtet ein Erzähler vom Verlauf eines Gastmahls, das schon mehr als ein Jahrzehnt zurückliegt. An jenem denkwürdigen Tag hielten die Teilnehmer der Reihe nach Reden über die Erotik. Sie hatten sich die Aufgabe gestellt, das Wirken des Gottes Eros zu würdigen. Dabei trugen sie von unterschiedlichen Ansätzen aus teils gegensätzliche Theorien vor. Jeder beleuchtete das Thema unter einem besonderen Aspekt. Es handelt sich nicht um einen Bericht über ein historisches Ereignis, sondern um einen fiktionalen, literarisch gestalteten Text.
Einige der Redner gingen auf konventionelle Weise vor, indem sie den Liebesgott verherrlichten und segensreiche Auswirkungen der erotischen Liebe schilderten und priesen. Verschiedentlich wurde aber auch vor den üblen Folgen einer schädlichen Erotik gewarnt. Zwei Redner – der Komödiendichter Aristophanes und Platons Lehrer Sokrates – präsentierten originelle Deutungen des Eros. Aristophanes erzählte den nachmals berühmten Mythos von den Kugelmenschen. Ihm zufolge hatten die Menschen ursprünglich kugelförmige Rümpfe. Später wurden sie vom Göttervater Zeus zur Strafe für ihren Übermut in zwei Teile geschnitten. Der Mythos deutet die erotische Begierde als Ausdruck des Strebens der halbierten Menschen nach Wiedervereinigung mit der jeweils fehlenden Hälfte. Die Rede des Sokrates, der als letzter das Wort ergriff, bildete den Höhepunkt des Gastmahls. Sokrates behauptete, er berichte nur von seinen lange zurückliegenden Unterhaltungen mit Diotima, einer weisen Frau, die ihn einst über die Liebe belehrt habe. Ihre Sichtweise habe er sich zu eigen gemacht.
Das Eros-Konzept der Diotima entspricht Platons eigenem Verständnis der Erotik, für das sich seit der Renaissance die Bezeichnung platonische Liebe eingebürgert hat. Es beinhaltet einen philosophischen Erkenntnisweg, einen Aufstieg, der vom Besonderen zum Allgemeinen, vom Vereinzelten zum Umfassenden führt. Der Liebende richtet den erotischen Drang im Lauf seines gestuften Erkenntnisprozesses auf immer umfassendere, allgemeinere, höherrangige und daher lohnendere Objekte. Der Weg beginnt mit der spontanen Begierde nach einem einzelnen schönen Körper und endet mit dem würdigsten Ziel, der Wahrnehmung des nur geistig erfassbaren „Schönen an sich“. Mit dieser „Schau“ des absolut Schönen erreicht die Sehnsucht des Erotikers ihre Erfüllung.
Im letzten Teil des Dialogs wird das unerwartete Ende der Redenreihe geschildert: Der prominente Politiker Alkibiades, der später als Feldherr berühmt wurde, kam betrunken ins Haus, nachdem Sokrates seine Ausführungen beendet hatte. Alkibiades hielt ebenfalls eine Lobrede, aber nicht auf Eros, sondern auf Sokrates. Auch hierbei ging es um die Liebesthematik, denn zwischen Sokrates und Alkibiades bestand eine homoerotische Anziehung.
Das Symposion bietet die erste ausgearbeitete metaphysische Lehre vom Eros. Es gilt als literarisches Meisterwerk und zählt zu Platons einflussreichsten Schriften. Seine stärkste Nachwirkung erzielte es erst in der Neuzeit, wobei der Renaissance-Humanist Marsilio Ficino mit seiner Interpretation des Dialogs wegweisend war.
Im Laufe der Zeit kam es zu einem Bedeutungswandel des Begriffs platonische Liebe, dessen Endergebnis eine fundamentale Umdeutung ist. Daher hat die heute gängige Begriffsverwendung – eine Liebesbeziehung ohne sexuelle Komponente – nur noch entfernte Ähnlichkeit mit Platons Konzept des Aufstiegs zum Schönen.

## Ort, Zeit und Umstände

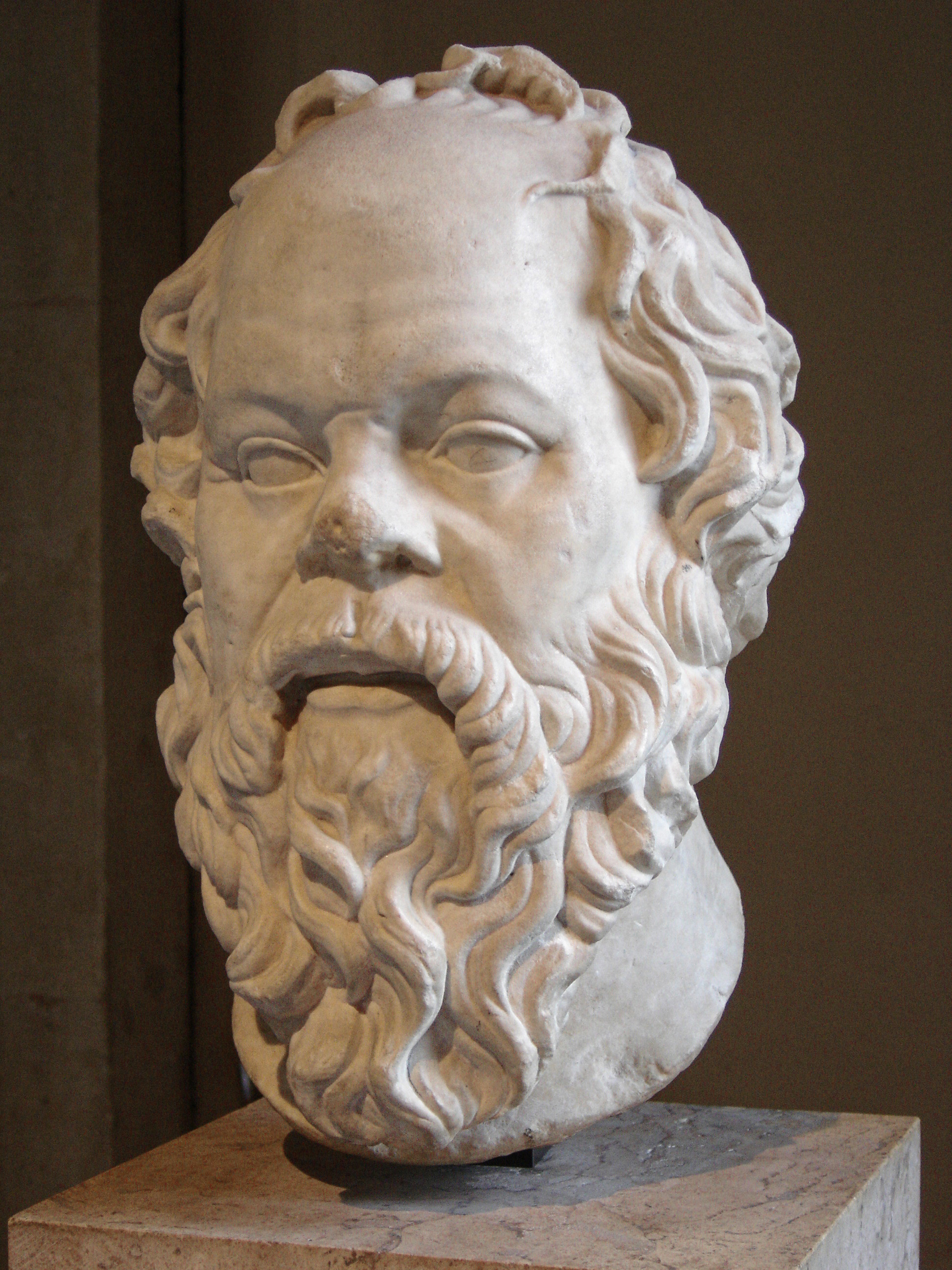
Büste des Sokrates (1. Jahrhundert, Louvre, Paris)

Das Gastmahl findet in Athen, der Heimatstadt der Teilnehmer, im Hause des Tragödiendichters Agathon statt. Der Zeitpunkt lässt sich relativ genau bestimmen: Es ist ein Tag im Februar des Jahres 416 v. Chr. Vor anderthalb Jahrzehnten ist der Peloponnesische Krieg ausgebrochen, in dem sich Athen gegen Sparta und dessen Verbündete behaupten muss. Momentan herrscht noch der 421 geschlossene Nikiasfrieden, der die Kampfhandlungen für einige Jahre unterbrochen hat, doch nähert sich die Ruhepause ihrem Ende: Schon im folgenden Jahr wird auf Betreiben des Alkibiades die Sizilienexpedition der Athener beginnen, ein militärisches Abenteuer, dessen katastrophaler Ausgang den Auftakt zu einer neuen Phase der Kämpfe zwischen den Kriegsparteien bildet.
Der Anlass des Gastmahls ist Agathons Sieg bei den Lenäen, einem Dionysos-Fest, bei dem Bühnenautoren mit ihren Werken in einen Wettkampf treten. Der junge Agathon hat soeben mit seiner Tragödie den Wettstreit gewonnen und nun am Tag nach der großen Siegesfeier eine Schar von Freunden zu einem festlichen Beisammensein eingeladen. Der Sieg Agathons ist ein historisches Ereignis, aber das Gastmahl ist wohl frei erfunden.
Der Verlauf der Zusammenkunft wird nicht direkt erzählt. Vielmehr ist die Darstellung des Symposions in eine Rahmenhandlung eingebettet, die sich nach der vorherrschenden Forschungsmeinung um 401/400 v. Chr. abspielt, also rund anderthalb Jahrzehnte nach dem geschilderten Ereignis. Nach einer abweichenden Datierung fällt die Rahmenhandlung ins Jahr 404 v. Chr., das Todesjahr des Alkibiades. Für diesen Ansatz wird geltend gemacht, die Ermordung des Alkibiades könne nicht lange zurückliegen. Apollodoros, ein Schüler des Sokrates, erzählt einer Gruppe von wohlhabenden Freunden aus der Athener Oberschicht von dem inzwischen berühmt gewordenen Gastmahl, zu dessen Zeit er noch ein Kind war. Seine Informationen hat er von Aristodemos, der damals unter den Gästen war. Außerdem hat er auch Sokrates befragt, der einige Angaben des Aristodemos bestätigte. Sokrates ist zur Zeit der Rahmenhandlung noch am Leben.
Die Redner konkurrieren miteinander, ihre improvisierten Reden sind Ausdruck eines Wettkampfs, den derjenige gewinnt, der die anfangs gestellte Aufgabe am besten bewältigt.

## Die Teilnehmer
Alle Teilnehmer des Gastmahls, deren Reden in Platons Werk wiedergegeben werden, sind Personen, die tatsächlich gelebt haben.
Apollodoros und Aristodemos
Apollodoros, der in der Rahmenhandlung als Erzähler auftritt, war ein eifriger Anhänger des Sokrates und begleitete ihn stets. In der Forschung ist umstritten, ob man ihn mit einem gleichnamigen Bildhauer identifizieren kann. Als literarische Figur bei Platon ist er leicht erregbar, enthusiastisch und unbeherrscht. Erst etwa drei Jahre vor der Rahmenhandlung hat er sich Sokrates angeschlossen.
Aristodemos, der einer der Gäste in Agathons Haus war, hat Apollodoros einen detaillierten Bericht über den Verlauf des Symposions gegeben. Platon beschreibt ihn als einen der eifrigsten Verehrer des Sokrates und als kleinwüchsigen Mann, der wie sein Vorbild barfuß zu gehen pflegte.
Phaidros
Phaidros, der im Symposion die erste Rede hält, ist als historische Person in den Quellen gut bezeugt. Der historische Phaidros war ein vornehmer Athener aus dem Demos Myrrhinous, der tatsächlich zum Umkreis des Sokrates gehörte. Er wurde um die Mitte des 5. Jahrhunderts v. Chr. geboren, war also rund zwei Jahrzehnte jünger als Sokrates. Aufsehen erregte er durch seine Verwicklung in einen Skandal, der im Jahr 415 v. Chr. das politische Leben Athens erschütterte. Junge Männer hatten in Privathäusern die Mysterien von Eleusis parodierend nachgeahmt und dadurch profaniert. Das wurde als schweres Verbrechen gegen die Religion strafrechtlich verfolgt. Phaidros wartete ebenso wie andere Tatverdächtige ein Gerichtsverfahren nicht ab, sondern floh ins Exil. Seine Verurteilung in Abwesenheit ist inschriftlich bezeugt. Sein Besitz wurde konfisziert. Später profitierte er jedoch von einer Amnestie und durfte zurückkehren.
Phaidros tritt auch in Platons nach ihm benanntem Dialog Phaidros auf, wo ebenfalls die erotische Leidenschaft thematisiert wird. Er ist ein Liebhaber kunstvoller Rhetorik. Im Symposion zeigen seine Ausführungen, dass er die Regeln der Redekunst beherrscht. Sein Verständnis des Eros beschränkt sich aber auf die konventionelle Sichtweise seiner Zeit, die er gefällig präsentiert; weiterführende Gedankengänge trägt er nicht bei.
Pausanias
Pausanias, ein weiterer Teilnehmer des Rednerwettstreits, ist als historische Gestalt nur undeutlich fassbar. Auch im Symposion des Geschichtsschreibers Xenophon, eines Zeitgenossen Platons, wird auf sein Liebeskonzept Bezug genommen. Er stellt die Unterscheidung zwischen einer tugendhaften und einer schändlichen Erotik in den Mittelpunkt seiner Ausführungen und thematisiert das in der Gesellschaft Schickliche und Unschickliche. Zwischen ihm und dem Gastgeber Agathon besteht eine erotische Beziehung.
Eryximachos
Der dritte Redner, dessen Stellungnahme im Dialog wiedergegeben wird, ist Eryximachos, der seit langem mit Phaidros befreundet ist. Als Arzt und Sohn eines Arztes fasst er den Eros aus physiologischer Perspektive ins Auge. Er beurteilt ihn unter dem Gesichtspunkt der Zuträglichkeit und unterscheidet zwischen einem gesunden und einem krankhaften Eros. Dabei tritt er selbstbewusst auf und setzt volles Vertrauen in sein medizinisches Wissen. Sein Stil ist klar und nüchtern. Unklar ist, ob der historische Eryximachos mit einem gleichnamigen Athener zu identifizieren ist, der wie Phaidros 415 v. Chr. des Religionsfrevels beschuldigt wurde.
Aristophanes
Die nächste Rede hält der berühmte Komödiendichter Aristophanes. Er begnügt sich nicht mit einer Verherrlichung des Eros, sondern wählt mit seinem Kugelmenschenmythos einen originellen Ansatz zur Deutung des Wesens der erotischen Bindungen. Seine Rede ist reine literarische Fiktion; ein historischer Zusammenhang zwischen dem Dichter Aristophanes und dem – zumindest in dieser Gestalt – von Platon erfundenen Kugelmenschenmythos ist nicht anzunehmen. Im Symposion fügt sich Aristophanes als Dialogfigur harmonisch in den Kreis der am Gelage teilnehmenden Gäste ein. Der historische Aristophanes hingegen verspottete Sokrates und die sokratische Philosophie in seiner 423 aufgeführten Komödie Die Wolken. Damit trug er zur negativen Einschätzung des Philosophen in der Öffentlichkeit bei und förderte die Gleichsetzung der Philosophie mit der in konservativen Kreisen verrufenen Sophistik. Dieser schlechte Ruf wurde Sokrates später zum Verhängnis, als er 399 wegen Unfrömmigkeit und Verführung der Jugend angeklagt und zum Tode verurteilt wurde.
Agathon
Nach Aristophanes ergreift der Gastgeber Agathon, ein junger Mann, das Wort. Er hält eine konventionelle, mit rhetorischen Stilmitteln ausgeschmückte Lobrede auf den Gott Eros. Sie ist nicht tiefsinnig, aber sorgfältig disponiert und formal brillant. Über den historischen Tragödiendichter Agathon ist wenig bekannt. Er war gutaussehend, reich und ein begabter Stilist. Komödiendichter – insbesondere Aristophanes – verspotteten ihn; Aristophanes nahm sein sehr gepflegtes Äußeres und seine Ausdrucksweise aufs Korn und stellte ihn als verweichlicht dar. Agathons Werke, von denen einige Fragmente erhalten sind, fanden bei den Zeitgenossen Anklang.
Sokrates
Sokrates ist im Symposion wie in zahlreichen anderen Dialogen Platons die Hauptfigur. Zur Zeit des Gastmahls ist er 52 oder 53 Jahre alt. Bei der Aufgabe, die den Rednern in diesem Dialog gestellt wird, ist er in seinem Element, denn die Liebe ist ein Thema, das ihn besonders intensiv beschäftigt. In seiner gewohnten Bescheidenheit behauptet er sogar, sie sei das einzige Wissensgebiet, von dem er etwas verstehe. Auch in anderen Dialogen Platons zeigt Sokrates ein stark ausgeprägtes Interesse an der Liebe und der philosophischen Auseinandersetzung mit ihr. Zwar ist er verheiratet und hat Kinder, doch scheint seine Neigung ausschließlich homoerotischer Art zu sein. Trotz der Macht der erotischen Reize, die auf ihn einwirken, verliert er nie seine legendäre Selbstbeherrschung, die von seiner Umgebung bewundert wird. Alkibiades, der selbst seine Leidenschaft keineswegs zu zügeln versteht, schildert in seiner Lobrede auf Sokrates dessen unbeirrbares Festhalten an den ethischen Grundsätzen, die sich aus philosophischen Einsichten ergeben. Auch sonst erscheint Sokrates im Symposion ebenso wie in anderen platonischen Dialogen als Meister der asketischen Disziplin, den nichts von seinen Zielen ablenken oder aus dem Gleichgewicht bringen kann. Weder körperliche Strapazen noch gefährliche Situationen während einer Schlacht können ihm etwas anhaben. Bezeichnend ist auch seine Trinkfestigkeit – der Weingenuss beeinträchtigt seine geistige Klarheit überhaupt nicht – und seine Fähigkeit, die ganze Nacht hindurch philosophisch zu diskutieren, ohne dass sich Ermüdung einstellt. In Platons verherrlichender Darstellung ist Sokrates die Verkörperung des idealen Philosophen und der vorbildliche Mensch schlechthin. Die Wirkung seiner seelischen Schönheit ist so stark, dass sie ihn auch erotisch attraktiv macht, obwohl er körperlich weit vom Schönheitsideal seiner Zeit entfernt ist.
Unter philosophiegeschichtlichem Gesichtspunkt ist zu beachten, dass generell die Ansichten, die Platon seiner Dialogfigur Sokrates in den Mund legt, nicht mit denen des historischen Vorbilds übereinstimmen müssen. Dennoch ist anzunehmen, dass die idealisierende Schilderung von Sokrates’ Haltung im Symposion eine historische Grundlage hat und die Hauptzüge der literarischen Gestalt ungefähr denen der geschichtlichen entsprechen. Nach der vorherrschenden Forschungsmeinung ist Sokrates hier wie auch in anderen Werken Platons das „Sprachrohr“ des Autors, er trägt dessen Auffassung vor.
In seiner Rede beschränkt sich Sokrates darauf, die Auffassung Diotimas, der er sich anschließt, wiederzugeben. Nach seiner Darstellung war sie eine weise Frau aus Mantineia in Arkadien, eine Seherin, die über außergewöhnliche Fähigkeiten verfügte. Er berichtet, sie habe den Ausbruch der Pest in Athen um zehn Jahre verzögern können. Daraus ist ersichtlich, dass sie als Priesterin fungierte. Gemeint ist die Pest, die in Athen im Jahr 430 v. Chr. ausbrach („attische Seuche“). Der seltene Frauenname Diotima bedeutet „die von Zeus Geehrte“ oder „die Zeus Ehrende“. Umstritten ist, ob Diotima eine von Platon frei erfundene Gestalt ist oder ein historisches Vorbild hat, das möglicherweise tatsächlich diesen Namen trug. Manche Forscher sehen in ihr nur eine literarische Figur, andere nehmen einen Zusammenhang mit einer realen Person an oder schließen ihn zumindest nicht aus.
Alkibiades
Von besonderer Art ist der Auftritt des Alkibiades, der außerplanmäßig und als Letzter das Wort ergreift. Er entwickelt keine Theorie des Eros, sondern berichtet als Erotiker von seinem Erleben.
Der historische Alkibiades war im späten 5. Jahrhundert v. Chr. einer der einflussreichsten athenischen Politiker. Zur Zeit des fiktiven Dialoggeschehens war er etwa 34 Jahre alt und stand auf der Höhe seiner Macht. Die offensive, weit ausgreifende Politik Athens wurde maßgeblich von ihm gesteuert. Er war der Hauptinitiator der Sizilienexpedition von 415, konnte dann aber diesen Feldzug nicht mitgestalten, da er wegen seiner angeblichen Rolle im Religionsfrevel-Skandal seines Postens als Flottenbefehlshaber enthoben und angeklagt wurde. Darauf floh er und trat in den Dienst der Gegner seiner Heimatstadt. Später wechselte er erneut die Seiten und übernahm wieder ein athenisches Flottenkommando. Er stand Sokrates nahe, zählte aber nicht zu dessen Schülern.
Als Dialogfigur Platons zeigt Alkibiades den Ehrgeiz des historischen Vorbilds, tritt aber selbstkritisch auf und räumt seine fatale Charakterschwäche freiwillig ein. Er gibt zu, dass die Ruhmsucht ihn beherrscht und dass er ihretwegen die ethischen Grundsätze des Sokrates missachtet, obwohl er deren Berechtigung nicht bestreiten kann. Damit offenbart er eine Haltlosigkeit, die in scharfem Kontrast zur Prinzipienfestigkeit des Sokrates steht. Seine erotische Bindung an Sokrates, dessen Überlegenheit ihn beschämt, stürzt ihn in ein Dilemma, aus dem er keinen Ausweg findet. Er steht beispielhaft für die begabten und ehrgeizigen Politiker, die Staaten lenken wollen, aber sich selbst nicht zu beherrschen vermögen und an ihrem Mangel an Selbstdisziplin scheitern.

## Inhalt
Die Rahmenhandlung
Eine Gruppe von wohlhabenden Freunden befragt Apollodoros nach dem legendären Gastmahl Agathons, über das Gerüchte kursieren. Erst neulich hat Apollodoros einem schlecht informierten Bekannten davon berichtet. Nun erklärt er sich bereit, seine Erzählung für die Freunde zu wiederholen. Zwar war er kein Augenzeuge des Ereignisses, das vor rund anderthalb Jahrzehnten stattfand, doch stützt er sich auf die Darstellung des Aristodemos, der damals unter den Gästen war. Außerdem beruft er sich auf Sokrates, der ihm einzelne Angaben des Aristodemos bestätigt hat. Unverblümt gibt er den Freunden zu verstehen, dass er ihre Sorge um Geldangelegenheiten verachtet und sich ihnen als Philosoph überlegen fühlt. Im Folgenden gibt der Dialog den Bericht des Apollodoros wieder.
Sokrates auf dem Weg zum Gastmahl
Sokrates begegnet zufällig Aristodemos auf der Straße. Er ist auf dem Weg zu einem Gastmahl bei Agathon. Dieser hat anlässlich seines Sieges im Wettkampf der Tragödiendichter seine Freunde zu einem festlichen Beisammensein eingeladen. Aristodemos nimmt den Vorschlag des Sokrates an, als ungeladener Gast mitzukommen. Er trifft zuerst beim Gastgeber ein und betritt dessen Haus allein, da Sokrates in Gedanken versunken zurückgeblieben ist. Sokrates bleibt draußen vor der Tür des Nachbarhauses stehen, da er weiterhin über etwas nachsinnt und dabei nicht gestört werden will. Erst als das Mahl schon halb verzehrt ist, kommt er herein und begibt sich zu den anderen, die nach damaliger Sitte liegend speisen.
Die Festlegung des Gesprächsthemas und der Vorgehensweise

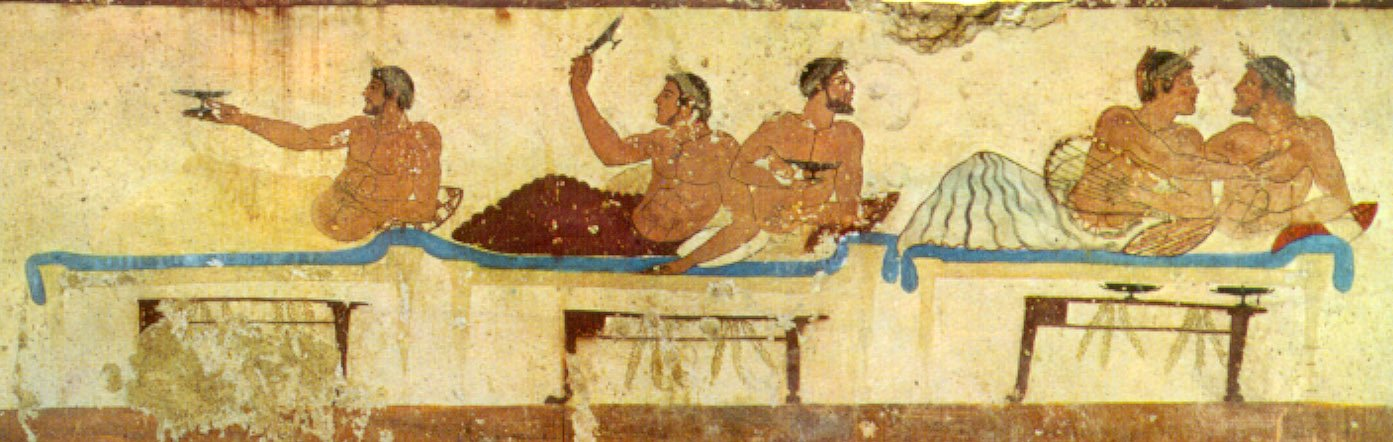
Szene aus einem Gastmahl. Wandgemälde des 5. Jahrhunderts v. Chr. im Museo Archeologico Nazionale, Paestum

Nach der Beendigung des Abendessens beginnt der Sitte gemäß das Trinken. Da einige schon am Vortag viel getrunken haben, wird beschlossen, diesmal keinen Rausch anzustreben, sondern nur mäßig zum Vergnügen zu trinken. Auf die Unterhaltung durch eine Flötenspielerin wird verzichtet; stattdessen soll ein ernsthaftes Gespräch über ein anfangs festgelegtes Thema geführt werden. Eryximachos schlägt vor, über die Vortrefflichkeit des Eros zu reden, die bei den Dichtern und Rednern bisher seltsamerweise keine Beachtung gefunden habe. Mit „Eros“ meint er die mythische Gestalt, die als Urheber des leidenschaftlichen erotischen Begehrens der Menschen gilt. Einer nach dem anderen soll eine Rede zur Verherrlichung des göttlichen Eros halten. Gern stimmen die Männer, die alle an dem Thema stark interessiert sind, dem Vorschlag zu. Phaidros soll den Anfang machen.
Die Rede des Phaidros
Phaidros beginnt mit der Feststellung, Eros sei ein großer Gott und schon seiner Herkunft wegen bewundernswert. Er habe nämlich keine Eltern, sondern sei bereits zur Zeit des Weltanfangs da gewesen, als die Erde aus dem Ur-Chaos entstand. Er sei nicht nur der älteste der Götter, sondern auch der Urheber der größten Güter. Nach Phaidros’ Meinung fördere nichts die Tugend und die rechte Lebensführung so sehr wie eine erotische Beziehung. Weder der Einfluss der Angehörigen noch Ehrungen und Besitztümer seien für den Menschen so wichtig wie sein Bedürfnis, in den Augen seines Geliebten vorteilhaft dazustehen. Jeder Liebende vermeide Schändliches und tue sein Bestes, weil er um jeden Preis vermeiden wolle, sich vor dem Geliebten zu blamieren. Dies zeige sich etwa, wenn Männer, die einander lieben, gemeinsam in den Kampf ziehen und an Tapferkeit wetteifern. Wenn ein Staat oder ein Heer aus lauter Liebenden und Geliebten bestünde, wäre dort alles bestens bestellt; eine solche Gemeinschaft wäre unübertrefflich und unüberwindlich. Auch die Hingabe und Todesbereitschaft von Frauen wie Alkestis zeige diese Macht der Liebe. Der Liebende sei dem Göttlichen näher als der Geliebte, denn in ihm sei der Gott Eros selbst anwesend.
Die Rede des Pausanias
Nach Phaidros und einigen weiteren Rednern ergreift Pausanias das Wort. Er behauptet, es gebe nicht nur einen Eros, sondern zwei, und ebenso existiere auch die Liebesgöttin Aphrodite doppelt. Daher müsse man differenzieren. Der „himmlischen“ Aphrodite Urania stehe die „gemeine“ oder „gewöhnliche“ Liebesgöttin gegenüber, die Aphrodite Pandemos. Aphrodite Urania sei die ältere der beiden, die mutterlose Tochter des Gottes Uranos; der Vater der anderen sei Zeus. Beide hätten einen Eros als Gehilfen, die eine den himmlischen, die andere den gemeinen.
Das Lieben sei nach Pausanias’ Meinung wie jedes Tun an sich weder gut noch schlecht, erst durch die Art der Ausübung werde die Erotik richtig und schön oder verkehrt und hässlich. Die gemeine Liebe sei nicht anspruchsvoll, sie ziele nur auf sexuelle Befriedigung ab. Wer so liebe, giere zügellos nach dem Körper und missachte seelische Werte. Er kümmere sich nicht darum, ob sein Handeln schön sei und wie würdig die begehrte Person sei. In seiner Zuneigung sei er wechselhaft, seine Versprechen halte er nicht. Im Gegensatz dazu sei der, der auf die himmlische Art liebe, beständig und treu. Er wende sich keinem schlechten Menschen zu, sondern suche sich einen edlen Liebespartner. Wenn beide Partner ehrenhaft seien, sei nichts dagegen einzuwenden, dass sie ihre Verbundenheit auch auf der sexuellen Ebene ausleben würden. Die Ambivalenz der Erotik, die auf himmlische oder auf gemeine Weise praktiziert werden könne, zeige sich auch in den Vorurteilen, die mancherorts darüber bestehen.
Die Rede des Eryximachos
Der Dichter Aristophanes, der nun als nächster an der Reihe wäre, ist von einem Schluckauf befallen worden; daher springt der Arzt Eryximachos für ihn ein. Er teilt die Ansicht des Pausanias, wonach zwischen einem guten, förderlichen und einem fragwürdigen Eros zu unterscheiden sei. Dieses Konzept verallgemeinert er, indem er ihm eine kosmische Dimension gibt. Nach seinem Verständnis walte die Macht des zweifachen Eros nicht nur in den Seelen der Menschen, sondern auch in Tieren und Pflanzen und überhaupt in allem, beispielsweise auch in den Jahreszeiten sowie im Verhältnis von Warmem und Kaltem, Trockenem und Feuchtem. Zu dieser Einsicht habe ihn sein Beruf, die Heilkunst, geführt. Überall geht es um die Unterscheidung des Guten, das Eryximachos mit dem Gesunden gleichsetzt, vom Schlechten, das er als krankhaft bestimmt. Der himmlische Eros zeige sich in der Harmonie. Der andere Eros, der gewöhnliche oder gemeine, müsse nicht strikt gemieden werden, man dürfe seine Lust genießen, doch solle man dabei vorsichtig vorgehen und sich vor Zügellosigkeit hüten.
Der Kugelmenschen-Mythos des Aristophanes

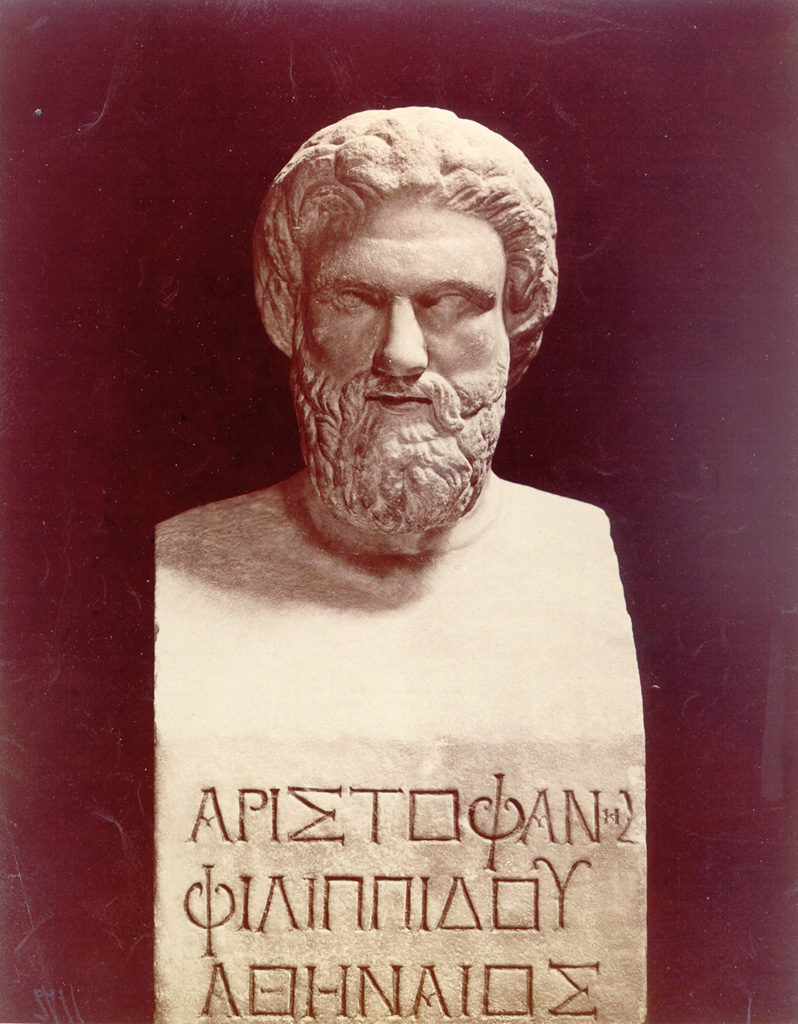
Porträt des Aristophanes (Seite einer Doppelbüste, Akademisches Kunstmuseum, Bonn)

Als nächster Redner trägt Aristophanes seine Sichtweise vor. Er hält Eros für den menschenfreundlichsten unter den Göttern. Die Menschen seien aber bisher nicht imstande gewesen, die Tragweite seiner Wohltaten zu erfassen; anderenfalls hätten sie ihm die größten Heiligtümer und Altäre errichtet und die größten Opfer dargebracht. Dem Mangel an Wertschätzung für den Liebesgott will Aristophanes entgegenwirken, indem er die Bedeutung der Erotik mit dem Mythos von den Kugelmenschen veranschaulicht.
Dem Mythos zufolge hatten die Menschen einst kugelförmige Rümpfe sowie vier Hände und Füße und zwei Gesichter mit je zwei Ohren auf einem Kopf, den ein kreisrunder Hals trug. Die Gesichter blickten in entgegengesetzte Richtungen. Mit ihren acht Gliedmaßen konnten sich die Kugelmenschen schnell fortbewegen, nicht nur aufrecht, sondern auch so wie ein Turner, der ein Rad schlägt. Es gab bei ihnen drei Geschlechter: ein rein männliches, ein rein weibliches und das gemischte der andrógynoi, die eine männliche und eine weibliche Hälfte hatten. Die rein männlichen Kugelmenschen stammten ursprünglich von der Sonne ab, die rein weiblichen von der Erde, die androgynen (zweigeschlechtlichen) vom Mond.
Die Kugelmenschen mit ihrer gewaltigen Kraft und ihrem großen Wagemut wurden übermütig und wollten die Götter angreifen. Der Himmelsherrscher Zeus beriet mit den anderen Göttern, wie auf diese Anmaßung zu antworten sei. Die Götter wollten das Menschengeschlecht nicht vernichten, denn sie legten Wert auf die Ehrenbezeugungen und Opfer der Menschen. Daher entschied sich Zeus, die Kugelmenschen zu schwächen, indem er jeden von ihnen in zwei Hälften zerschnitt. Diese Hälften hatten die Gestalt zweibeiniger Menschen. Aus der Sicht des Zeus bestand ein zusätzlicher Vorteil dieser Maßnahme darin, dass sich die Anzahl der Menschen und damit auch der Opfer für die Götter verdoppelte. Für den Fall, dass die Bestraften weiterhin frevelten und keine Ruhe hielten, plante er, sie nochmals zu spalten; dann müssten sie künftig auf einem Bein hüpfen. Der Gott Apollon erhielt den Auftrag, die Gesichter zur Schnittfläche – der jetzigen Bauchseite – hin umzudrehen und die Wunden zu schließen, indem er die Haut über die Bäuche zog und am Nabel zusammenband. Am Nabel ließ er Falten zur Erinnerung an die Teilung zurück. Die Geschlechtsteile blieben auf der anderen, früher nach außen gewendeten Seite, die nun die Rückenseite war.
Die halbierten, nunmehr zweibeinigen Menschen litten schwer unter der Trennung von ihren anderen Hälften. Sie umschlangen einander in der Hoffnung zusammenzuwachsen und so ihre Einheit wiederzugewinnen. Da sie sonst nichts mehr unternahmen, begannen sie zu verhungern. Um ihr Aussterben zu verhindern, versetzte Zeus die Geschlechtsorgane nach vorn. Damit ermöglichte er den Menschen, durch die sexuelle Begegnung ihr Einheitsbedürfnis vorübergehend zu befriedigen und so die Sehnsucht zeitweilig zu stillen. Zugleich gewannen sie dadurch die Fähigkeit, sich auf die seither praktizierte Weise fortzupflanzen. So wurden sie wieder lebenstauglich. Ihr Leiden an ihrer Unvollständigkeit übertrug sich aber auf ihre Nachkommen. Daher sucht immer noch jeder die zu ihm passende Ergänzung. Die Sehnsucht nach der verlorenen Ganzheit äußert sich in dem erotischen Begehren, das auf Vereinigung abzielt.
Je nachdem ob ein Kugelmensch rein männlich, rein weiblich oder gemischt war, waren seine getrennten Hälften heterosexuell oder homosexuell veranlagt. Diese Differenzierung zeigt sich auch bei den Nachkommen der halbierten Kugelmenschen einschließlich der gegenwärtigen Menschheit. Jeder Zweibeiner gehört hinsichtlich seiner erotischen Veranlagung zu einem von drei Typen, die den drei Kugelmenschen-Geschlechtern entsprechen. Davon hängt die jeweilige Richtung des Vereinigungsstrebens ab. So sind die Unterschiede in der sexuellen Orientierung zu erklären. Nur die Zweibeiner, deren Veranlagung dem Muster der zweigeschlechtlichen Kugelmenschen, der androgynoi, entspricht, sind heterosexuell.
Der Gegenwarts- und Zukunftsbezug des Mythos
Aristophanes äußert seine Wertschätzung für die Homoerotiker; sie seien von Natur aus die männlichsten Männer und als Liebhaber des ihnen Ähnlichen dem eigenen Geschlecht zugetan. Zu ihren Merkmalen gehöre die Bereitschaft, sich den Staatsgeschäften zu widmen. Zu Unrecht beschuldige man sie der Schamlosigkeit; in Wirklichkeit gelte ihre Liebe der Mannhaftigkeit. Über die dem anderen Geschlecht zugewandten androgynoi hingegen bemerkt Aristophanes abschätzig, die meisten Ehebrecher und Ehebrecherinnen seien unter ihnen zu finden. Er unterstellt ihnen eine Neigung zu sexuellem Suchtverhalten und einen damit zusammenhängenden Mangel an Treue.
Von besonderer Bedeutung sind für Aristophanes diejenigen erotischen Beziehungen, die sich durch außergewöhnliche Intensität auszeichnen. Die extreme Stärke solcher Bindungen führt er darauf zurück, dass in diesen Fällen zwei Seelen einander gefunden hätten, die einander wie zwei zusammengehörige Kugelmenschen-Hälften ergänzten. In ihnen wirke ein Trieb zur Verschmelzung mit der innig geliebten anderen Hälfte. Solche Begegnungen seien gegenwärtig noch selten. Wenn sich die Menschen aber durch Frömmigkeit die Götter zu Freunden machten, bestehe Hoffnung auf Wiederherstellung der ursprünglichen ganzheitlichen Natur und auf ein heiles Dasein wie im Zeitalter der Kugelmenschen. Mit Eros’ Hilfe sei dieses Ziel erreichbar. Wenn es jedem gelänge, die zu ihm gehörende andere Hälfte zu finden, wäre die Menschheit nach Aristophanes’ Überzeugung geheilt und glückselig.
Wenn zwei so zusammengehörige Liebende einander gefunden haben, bleiben sie nach Aristophanes’ Darstellung ihr ganzes Leben lang miteinander verbunden, obwohl sie „nicht einmal zu sagen wüssten, was sie voneinander wollen“. Der sexuelle Genuss bietet keine Erklärung für die Leidenschaftlichkeit, mit der sie aneinander hängen. Vielmehr erstreben beide Seelen etwas, was sie nicht benennen können, sondern nur ahnen; es ist ein Rätsel. Wenn Hephaistos, der Gott des Feuers und der Schmiede, mit seinen Werkzeugen zu ihnen träte und sie fragte, was sie eigentlich voneinander wollten, und ihnen vorschlüge, sie zusammenzuschmelzen, damit sie sich auch im Tod und nach dem Tode in der Unterwelt nicht trennen müssten, so würden sie seinen Vorschlag gern annehmen und erkennen, dass dies ihr eigentliches Ziel ist.
Agathons Rede

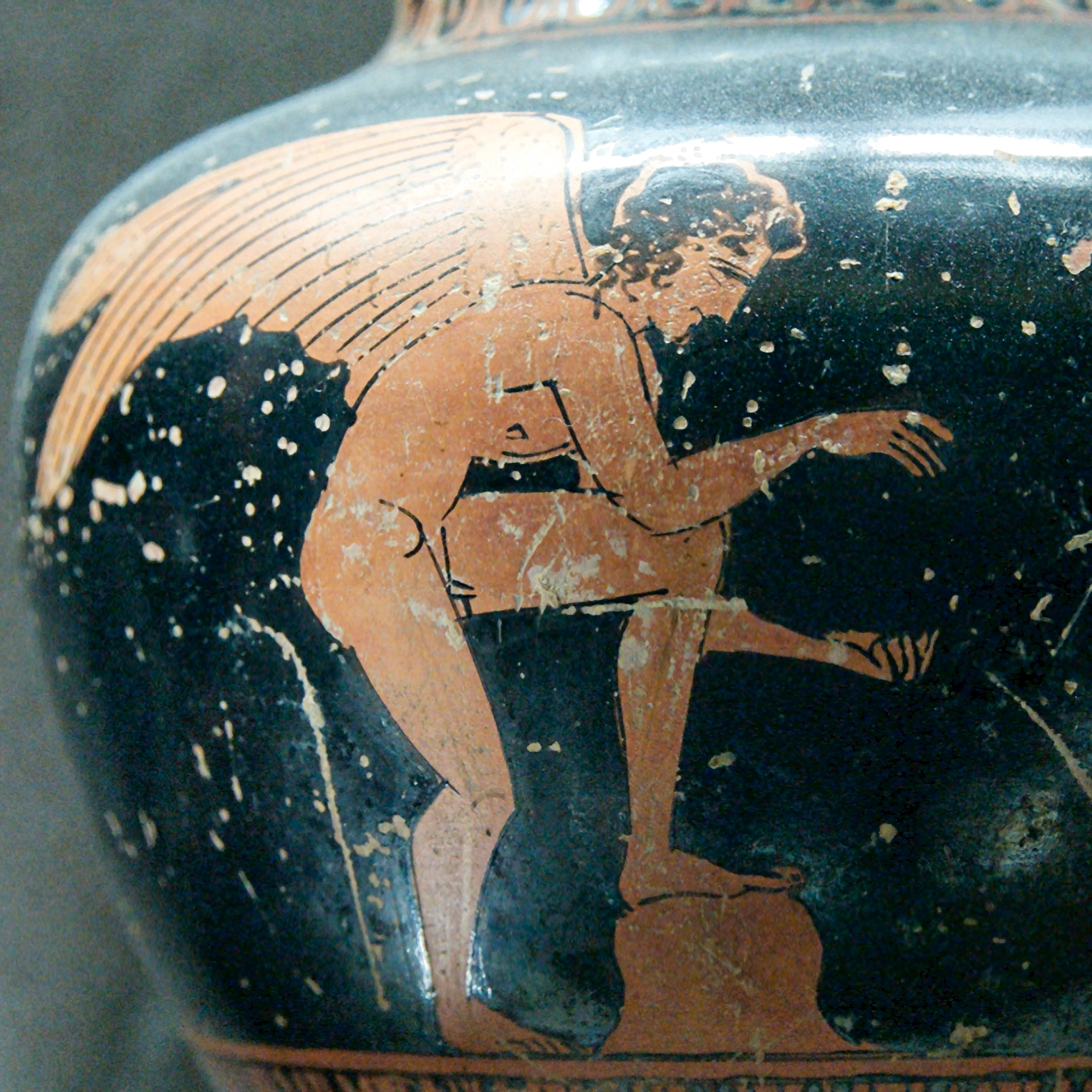
Eros auf einer attischen rotfigurigen Oinochoe des 5. Jahrhunderts v. Chr.

Agathon konzentriert sich nicht auf die Rolle der Erotik im menschlichen Leben, sondern auf die Natur des Gottes Eros, dessen Verherrlichung seine Rede dient. Für ihn ist Eros der glückseligste, schönste und beste der Götter und zugleich der jüngste unter ihnen. Jung müsse er sein, denn das Alter sei ihm verhasst und nur Jugendlichkeit passe zu ihm. Dass er zart sei, ersehe man daraus, dass er seinen Wohnsitz in den Seelen habe und Menschen von harter Gemütsart meide. Außerdem sei er geschmeidig, denn wenn er spröde wäre, könnte er nicht unbemerkt in jede Seele eintreten und dann auch wieder hinausgelangen. Agathon versucht zu zeigen, dass Eros mit allen vier Grundtugenden – Gerechtigkeit, Besonnenheit, Tapferkeit und Weisheit – vortrefflich ausgestattet und ein Meister aller Künste sei. Über die Götterwelt und die Menschheit breite er eine gewaltige Fülle von Wohltaten aus.
Die Auseinandersetzung des Sokrates mit Agathons Konzept
Agathons überschwängliche, völlig unkritisch verherrlichende Lobrede veranlasst Sokrates zu einer philosophischen Prüfung der Stichhaltigkeit des Eros-Konzepts, das dieser Darstellung zugrunde liegt. Dabei nimmt er auch ironisch auf die rhetorische Ausschmückung der Ausführungen seines Vorredners Bezug. Die Wahrheit sei bei der prächtigen Schilderung auf der Strecke geblieben. Durch Nachfragen zwingt Sokrates Agathon zum Eingeständnis, dass Liebe immer ein Objekt haben muss, auf das sie sich richtet, weil der Liebende es begehrt. Man begehrt aber immer nur das, wonach man ein Bedürfnis hat, und jedes Bedürfnis resultiert aus einem Mangel. Wenn Eros so schön und gut ist, wie Agathon ihn beschreibt, kann er somit das Schöne und Gute nicht erotisch – das heißt begehrend – lieben, denn er verfügt bereits darüber, es ist in ihm präsent. Eros bedeutet Liebe, aber die Liebe eines absolut schönen Gottes Eros kann kein Objekt haben: Schönes benötigt er nicht, Hässliches kann er nicht begehren. Liebe und Vollkommenheit schließen einander also aus. Angesichts dieses Dilemmas ist Agathon ratlos.
Diotimas Verständnis der Natur des Eros
Vor langer Zeit hat Sokrates ähnlich wie Agathon gedacht. Er ging naiv von der Annahme aus, Eros sei ein großer, schöner und guter Gott und liebe das Schöne. Im Verlauf seiner Gespräche mit der weisen Diotima, die ihm Belehrung erteilte, erwies sich diese Vorstellung aber als widersprüchlich. Nun legt Sokrates die Einsichten dar, die er aus Diotimas Ausführungen gewonnen hat.
Diotima hat gezeigt, dass Eros weder gut und schön noch schlecht und hässlich ist. Vielmehr ist er in einem Mittelbereich zu verorten. Somit ist er unvollkommen und kann daher kein Gott sein. Zu den Sterblichen zählt er aber auch nicht. Da er zwischen Gottheit und Mensch steht, ist er ein Daimon („Dämon“, aber nicht im heute gängigen, meist abwertenden Sinn dieses Begriffs). Damit fällt ihm – wie allen Dämonen – eine Mittlerrolle zwischen Göttern und Menschen zu. Diese Aufgabe erfüllt er in seinem Zuständigkeitsbereich, auf dem Gebiet des Erotischen. Er übermittelt den Menschen das, was ihnen diesbezüglich von den Göttern zukommen soll.
Diese Sichtweise spiegelt sich in Diotimas Mythos von der Herkunft des Eros. Eros wurde bei dem Festmahl gezeugt, das die Götter anlässlich der Geburt Aphrodites hielten. Seine Mutter Penia, die personifizierte Armut, kam als Bettlerin zu dem Mahl und traf dort den betrunkenen Poros („Wegfinder“). Poros ist die Personifikation der Findigkeit, die stets einen Ausweg findet und den Weg zu Fülle und Reichtum bahnt. Ihm fehlt aber, wie seine Betrunkenheit andeutet, die Fähigkeit des Maßhaltens. Um ihre Bedürftigkeit auszugleichen, wollte Penia von ihm ein Kind empfangen. So kam es zur Zeugung des Eros, der sich später der Göttin, deren Geburtsfest zur Begegnung seiner Eltern geführt hatte, anschloss und ihr Begleiter wurde. In seinem Naturell verbindet Eros die Eigenschaften seines Vaters mit denen seiner Mutter. Von der Mutter hat er das Prinzip des Mangels geerbt, daher ist er arm und unansehnlich, barfuß und obdachlos. Vom Vater hat er seine Tatkraft und Schlauheit, seine Zauberkunst und die starke Neigung zum Schönen und Guten, die ihn antreibt. Da die Weisheit zum Schönen zählt, ist er auch ein Philosoph (wörtlich „Weisheitsliebender“). Ihm fehlt manches zur Einsicht, doch strebt er eifrig danach, da er sich dieses Mangels bewusst ist.
Diotimas Auffassung vom Sinn der Erotik
So wie der mythische Eros trachten auch die von seiner Macht ergriffenen Menschen nach dem Schönen und Guten. Das kann man so verstehen, dass sie es für sich erlangen und dann dauerhaft besitzen wollen, um glücklich zu sein. Allerdings trifft diese Feststellung, wie Diotima erklärt, den Sachverhalt nicht genau; sie bedarf einer Berichtigung. Das eigentliche Ziel des Liebenden ist nicht das Schöne als solches, sondern eine damit verbundene schöpferische Tätigkeit, die er ausüben will: Ein „Werk“ (érgon) soll erschaffen werden. Was den Erotiker antreibt, ist im Grunde nicht die Liebe zum Schönen, sondern ein Drang zum Zeugen und Hervorbringen im Schönen. Die Zeugungskraft oder Fruchtbarkeit, über die der Mensch sowohl im körperlichen als auch im seelischen Sinne verfügt, drängt nach Verwirklichung. Diese Fähigkeit des Hervorbringens ist ebenso wie die Schönheit von göttlicher Art. Daher entfaltet sie sich dort, wo sie auf Schönes trifft, denn dort kann sie sich mit etwas verbinden, das ihr entspricht. Mit Hässlichem harmoniert sie nicht, daher wird sie von ihm nicht aktiviert.
Fragt man nach der Ursache des Erzeugungsdrangs, so stößt man auf ein Grundprinzip der Natur: Alles Sterbliche strebt von Natur aus nach Fortdauer, nach Unsterblichkeit. Dies zeigt sich bei allen Lebewesen. Mittels der Fortpflanzung können sterbliche Wesen etwas von sich hinterlassen und so eine Dauerhaftigkeit erreichen, mit der sie auf der körperlichen Ebene gewissermaßen am Unsterblichen teilhaben. Daher stellen sogar Tiere das Wohl ihrer Nachkommen über ihr eigenes. Analog dazu ist auch das Hervorbringen dauerhafter geistiger Werte, etwa in der Dichtung oder der Gesetzgebung, eine Art von Zeugung, die „unsterblichen“ Ruhm verschafft.
Diotimas Lehre vom Aufstieg zum Schönen
Die erotische Anziehungskraft, die sich zunächst bei der Begegnung mit Körperschönheit geltend macht, erlangt eine neue Qualität, wenn sich der Erotiker den Bereich seelischer Schönheit erschließt. Von solcher Erweiterung des Blickfelds ausgehend entwickelt Diotima ihre Lehre von der rechten philosophischen Lenkung des erotischen Drangs. In der Jugend soll man sich schönen Körpern zuwenden und dabei erkennen, dass es nicht um die Vorzüge eines bestimmten Körpers geht, sondern um die körperliche Schönheit an sich, die in allen schönen Körpern dieselbe ist. Später wird man sich der seelischen Schönheit zuwenden, die man zunächst in einer bestimmten Person wahrnimmt. Daher richtet sich nun die Liebe auf diese Person, auch wenn sie äußerlich unansehnlich ist. Das führt zu einer Ausrichtung auf die Ethik. Dann entdeckt der Liebende auch das Schöne in schönen Lebensweisen und Einrichtungen. Später wird auch die Schönheit von Erkenntnissen für ihn wahrnehmbar. Dabei erhält er Gelegenheit zu entdecken, dass auch im geistig-seelischen Bereich die Schönheit nicht an etwas Einzelnes gebunden ist, sondern das Allgemeine ist, das sich jeweils im Besonderen zeigt. Von da aus gelangt der Liebende zur höchsten Erkenntnisstufe. Dort kommt es nicht mehr auf einzelne Tugenden oder auf einzelne schöne Taten oder Einsichten an, sondern auf Schönheit im allgemeinsten und umfassendsten Sinne: die vollkommene und unwandelbare Schönheit schlechthin, die allen Erscheinungsformen des Schönen letztlich als deren Quelle zugrunde liegt. Dieses Urschöne ist keine bloße Abstraktion, kein gedankliches Konstrukt, sondern für den, der die letzte Stufe erreicht hat, eine wahrnehmbare Wirklichkeit. Erst deren Betrachtung macht das Leben lebenswert.
Abschließend bekennt sich Sokrates zur Lehre der Diotima, die er sich ganz zu eigen gemacht hat. Er fügt hinzu, dass Eros auf dem philosophischen Erkenntnisweg, der zum absolut Schönen führe, der beste Helfer des Menschen sei. Daher solle man alles, was zur Erotik gehört, ehren und sich auf diesem Gebiet übend betätigen.
Die Rede des Alkibiades

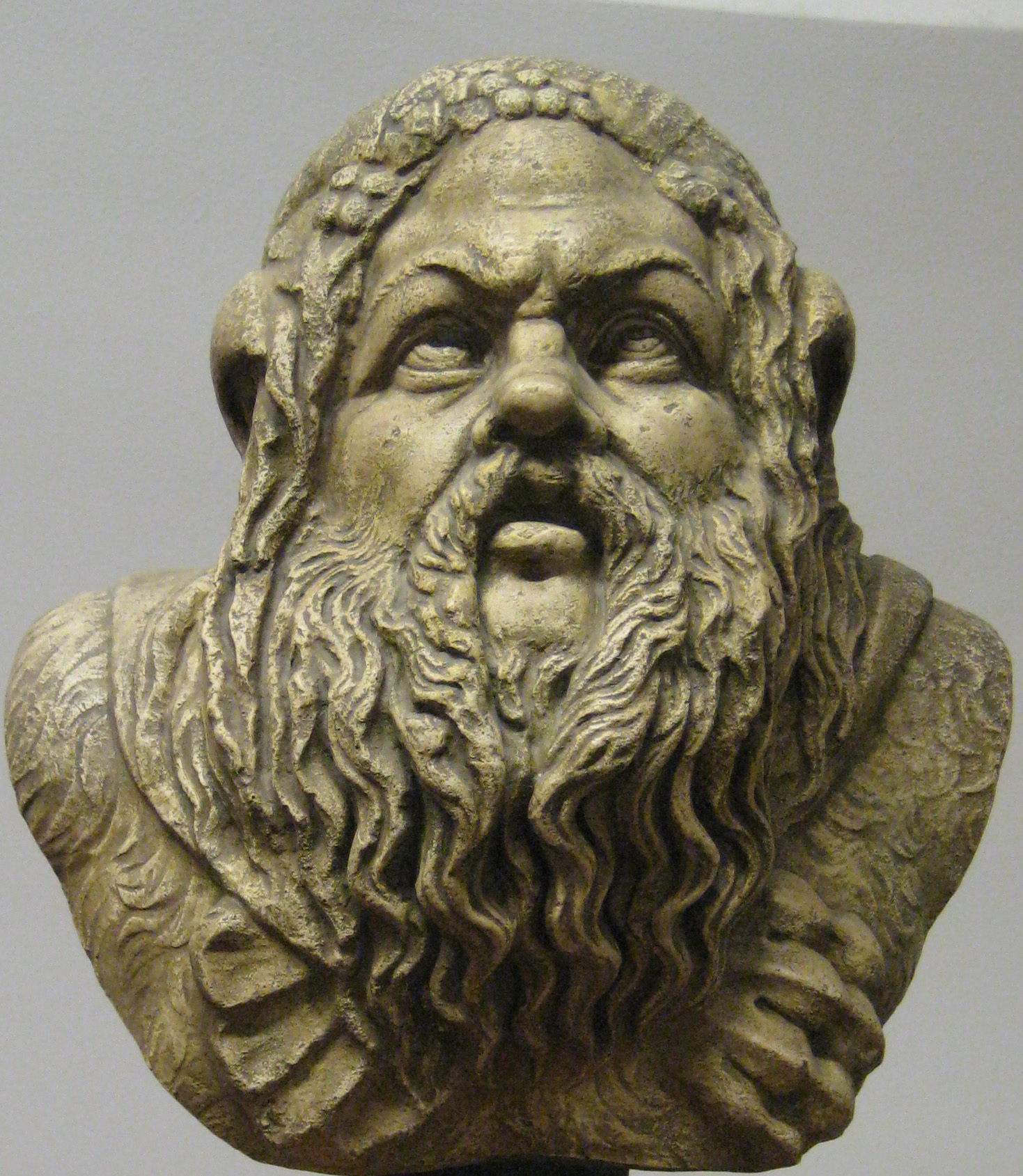
Büste eines Silens (Abguss im Puschkin-Museum, Moskau)

Kurz nachdem Sokrates seine Rede beendet hat, ertönt draußen Lärm: Der betrunkene Alkibiades erscheint mit einem Gefolge samt einer Flötenspielerin. Er erfährt von den Reden, die gehalten wurden, und wird aufgefordert, ebenfalls einen Beitrag zum Thema des Abends zu leisten. Dazu wählt er einen anderen Weg als die Vorredner: Er will nicht den Eros preisen, sondern als Erotiker über Sokrates, den er liebt, reden.
Alkibiades beginnt sein Porträt des Philosophen mit einem Vergleich: Äußerlich betrachtet kommt ihm Sokrates vor wie ein Silen oder wie der Satyr Marsyas – stupsnasige mythische Gestalten mit breiten Gesichtern und Stirnglatzen, die körperlich weit vom klassischen griechischen Schönheitsideal entfernt sind. Sein Inneres aber ist göttlich und golden: Dort sind Götterbilder zu sehen für den, dem er sich öffnet. Mit der Gewalt seiner Worte kann Sokrates Menschen so bezaubern wie Marsyas, ein hervorragender Flötenspieler, mit seinem Instrument. Er allein vermag Alkibiades die Sinnlosigkeit des Lebens, das dieser führt, und die Notwendigkeit einer radikalen Veränderung begreiflich zu machen. Politisch ist Alkibiades sehr erfolgreich, als Volksredner versteht er es, die Menge zu steuern; aber Sokrates macht ihm klar, wie wenig er befähigt ist, den Staat zu lenken, solange er sich selbst nicht beherrschen kann und der Knecht seiner Begierden ist. Daher ist Sokrates der einzige Mensch, vor dem sich Alkibiades schämt. Da der ehrgeizige Politiker die geforderte Selbstdisziplin nicht aufbringt, würde er den unangenehmen Ermahnungen des unnachsichtigen Philosophen gern entgehen. Er kann sich aber dem Einfluss des Sokrates nicht entziehen, da er von ihm fasziniert ist.

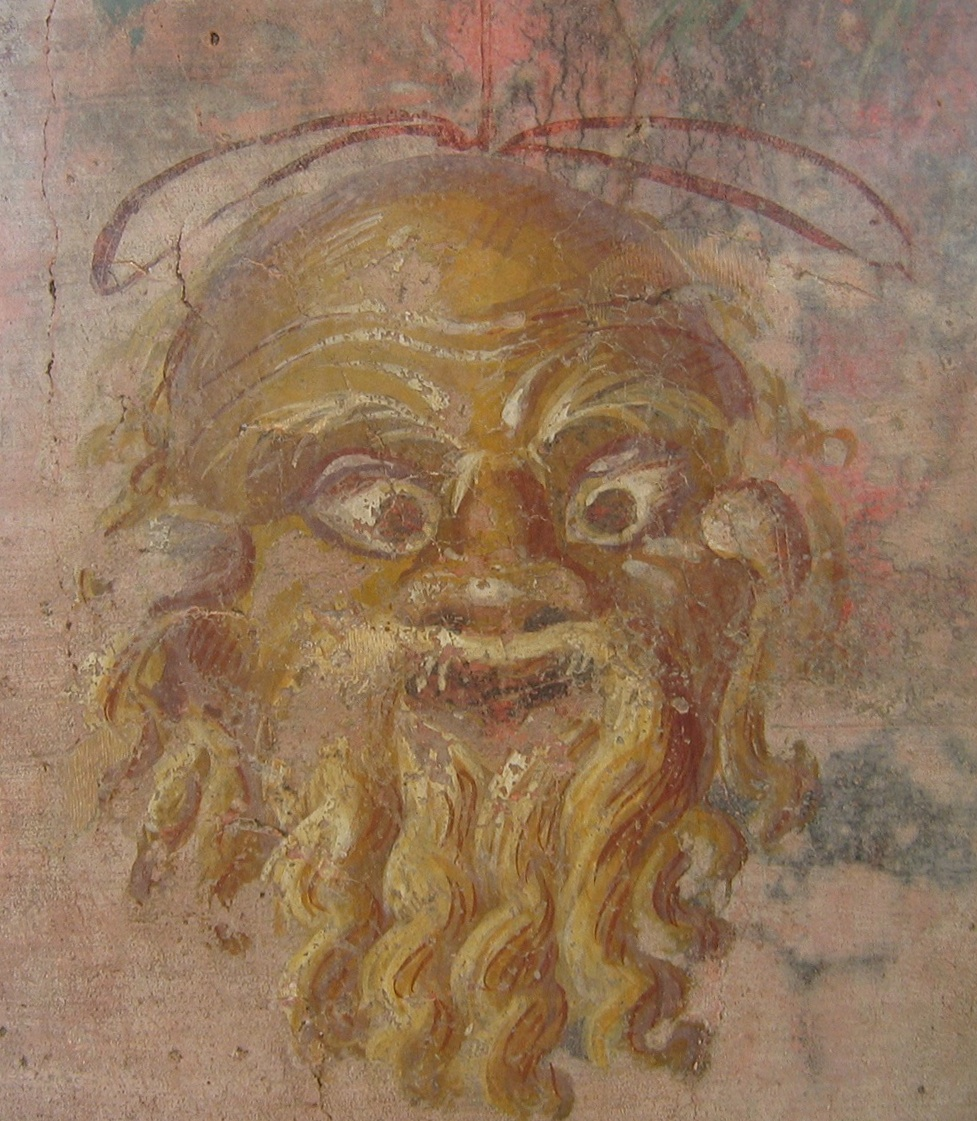
Silen-Maske (römisches Fresko, Metropolitan Museum of Art, New York)

Tief beeindruckt ist Alkibiades von Sokrates’ souveränem Umgang mit der sexuellen Attraktivität körperlicher Schönheit. Seiner Veranlagung nach ist der Philosoph dafür sehr empfänglich, mit Vorliebe hält er sich unter schönen jungen Männern auf. Dennoch lässt er sich in seiner Einstellung zu den Menschen seiner Umgebung von solchen Reizen und anderen Äußerlichkeiten überhaupt nicht beeinflussen. Dies musste der gutaussehende, vom Erfolg verwöhnte Alkibiades selbst zu seinem Leidwesen erleben, als er sich einbildete, er könne dank seiner physischen Attraktivität bei Sokrates erreichen, was er wollte. Alle seine Versuche, den begehrten Mann sexuell zu verführen und von sich abhängig zu machen, scheiterten kläglich.
Ein weiterer markanter Aspekt von Sokrates’ Unbeirrbarkeit und überlegener Haltung ist sein tapferes und umsichtiges Verhalten in Lebensgefahr und sein Gleichmut beim Ertragen körperlicher Strapazen. Alkibiades illustriert dies mit der Schilderung gemeinsamer Erlebnisse auf einem Feldzug. Weder Hunger noch strenger Frost konnte Sokrates etwas anhaben; unbekümmert lief er barfuß auf dem Eis. Er konnte aber auch genießen, wenn es dazu Gelegenheit gab. Im Sommer blieb er einmal einen Tag und eine Nacht lang nachsinnend an einer Stelle stehen. Wie Sokrates selbst, so sind auch seine Reden: Äußerlich betrachtet kommen sie einem zunächst lächerlich vor wie Silene und Satyrn, aber wenn man ihren Sinn erfasst, dann zeigt sich, dass sie von göttlicher Art sind.
Der Ausklang des Gastmahls

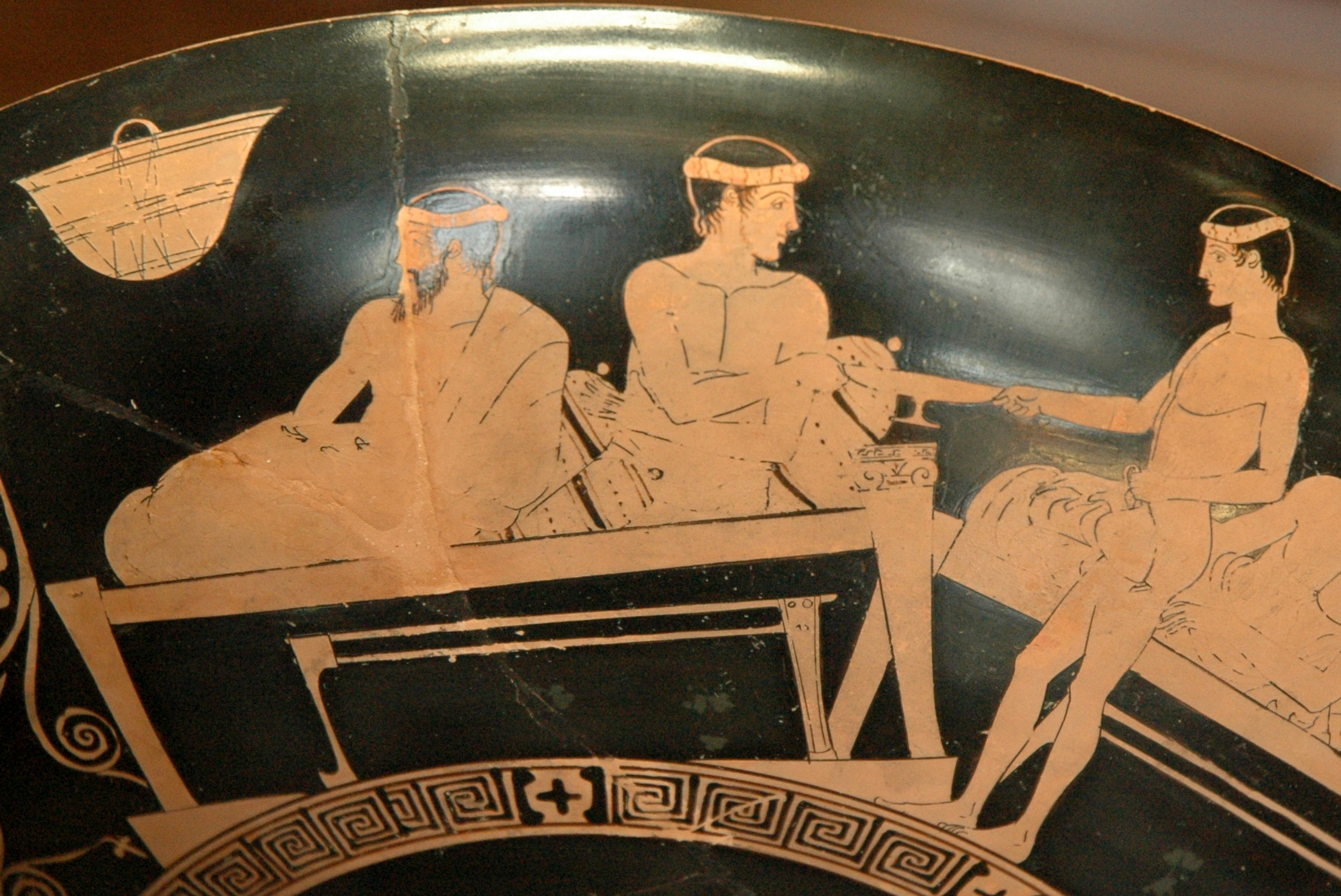
Symposion-Szene auf einem attischen rotfigurigen Kylix des 5. Jahrhunderts v. Chr.: Ein Diener serviert Wein.

Nach den offenherzigen Bekenntnissen des Alkibiades und einigen anschließenden Neckereien entstand Unruhe, da von außen viele Nachtschwärmer ins Haus eindrangen. Manche Gäste brachen auf, andere schliefen ein. Nur Agathon, Aristophanes und Sokrates blieben wach und verbrachten die Nacht im Gespräch. Sie wandten sich einem neuen Thema zu, der Bühnendichtung, wobei Sokrates die Ansicht vertrat, ein guter Tragödiendichter müsse auch gute Komödien schreiben können. Dann schlief erst Aristophanes ein und nach Tagesanbruch auch Agathon. Darauf verließ Sokrates munter das Haus und ging ins Lykeion, wo er ohne Schlafbedürfnis den Tag verbrachte; erst gegen Abend begab er sich nach Hause zur Ruhe.

## Interpretation und philosophischer Gehalt
Wie in seinen anderen Werken verzichtet Platon auch im Symposion bewusst darauf, eine eigene Lehrmeinung vorzutragen und als solche zu kennzeichnen. Er überlässt das Fazit dem Leser. Unzählige Versuche, aus den Texten eine systematische Lehre Platons zu rekonstruieren oder ihm zumindest einzelne Lehrmeinungen eindeutig zuzuordnen, sind Gegenstand anhaltender Forschungsdebatten.
Die Einschätzung der ersten fünf Reden
Umstritten ist in der Forschung, ob die Stellungnahmen der fünf Redner, die im Dialog vor Sokrates zu Wort kommen, teilweise Aspekte von Platons eigenem Eros-Verständnis wiedergeben und den Leser auf Sokrates’ Rede vorbereiten sollen oder ob sie aus Platons Sicht inhaltlich wertlos sind und nur Konzepte enthalten, die er für verfehlt hielt. Auch hinsichtlich der Fragen, ob die fünf Reden in einem inneren Zusammenhang stehen, wie sie gegebenenfalls zu gruppieren sind und welche Bedeutung ihre Reihenfolge hat, gehen die Meinungen auseinander. Unter anderem ist vorgeschlagen worden, eine aufsteigende Ordnung anzunehmen. Diese Hypothese, nach der jeder Redner seinen Vorredner übertrifft, findet eine Stütze in dem Umstand, dass jeder seine Ausführungen mit Kritik am Vorredner einleitet. Dagegen spricht aber, dass Agathons Rede im Vergleich mit der seines Vorredners Aristophanes eindeutig keine Steigerung bietet. Laut einer anderen Interpretation entspricht die Reihenfolge der sechs Reden über den Eros der Reihenfolge der Stufen des erotischen Aufstiegs.
Die Reden von Pausanias und Eryximachos
Die Rede des Pausanias zeigt äußerlich Übereinstimmungen mit der des Sokrates, doch fehlt ihr philosophische Tiefe. Einer Forschungshypothese zufolge ist sie von Platon als Parodie von Sokrates’ Rede gestaltet und soll zeigen, wie leicht das sokratische Eros-Konzept von Nichtphilosophen missverstanden werden kann. Die von Pausanias betonte Unterscheidung zwischen Aphrodite Urania und Aphrodite Pandemos ist insofern historisch, als beide in Athen kultisch verehrt wurden. Die gegensätzlichen Merkmale, die ihnen Pausanias zuschreibt, sind aber eine literarische Fiktion Platons. Besondere Beachtung findet in der Forschung die kulturgeschichtliche Relevanz der Ausführungen des Pausanias. Dabei geht es um die Frage, inwieweit seine Rede Rückschlüsse auf Normen, Werte und sexuelle Gepflogenheiten der damaligen Oberschicht Athens gestattet. Manche diesbezügliche Einzelheiten werden von anderen Quellen bestätigt.
Die Rede des Eryximachos, der die „gemeine“ Liebe nicht verurteilt, sondern mit Vorbehalt billigt, wird von manchen Forschern ungünstig beurteilt. Sie sehen darin einen vom Autor mit ironischer Absicht gestalteten Text, der die pedantische Einstellung und inkohärente Denkweise der Dialogfigur aufdecken und damit die Fragwürdigkeit ihres Konzepts zeigen soll. Andere meinen, es handle sich um eine realistische Darstellung einer traditionellen, verbreiteten Sichtweise; Eryximachos vertrete eine stimmige Position, die Platon ernst genommen habe. Jedenfalls sind in der Rede parodistische Züge zu erkennen. Platon karikiert die Neigung selbstbewusster medizinischer Autoren, die Medizin zu einer Universalwissenschaft auszubauen.
Aristophanes und sein Kugelmenschen-Mythos
Aristophanes’ Schluckauf wird in der Forschung unterschiedlich gedeutet. Während manche Altertumswissenschaftler meinen, darin eine bedeutsame, tiefsinnige Symbolik entdecken zu können, halten andere den Vorfall für eine nur auflockernde, inhaltlich belanglose Episode. Es ist auch vermutet worden, Platon habe eine Verspottung des historischen Aristophanes beabsichtigt.
Der Kugelmenschen-Mythos, den Platon Aristophanes in den Mund legt, ist Gegenstand einer reichhaltigen Spezialliteratur. Er soll die außerordentliche Bedeutung des Eros im menschlichen Leben erklären, indem er die Ursache des erotischen Begehrens aufdeckt. Der Erklärungsansatz des platonischen Aristophanes deutet auf einen Kernbestandteil der platonischen Liebestheorie: die Erklärung des Eros als Mangelphänomen. Das erotische Begehren erscheint als Wunsch nach Behebung eines Mangels und nach Erlangung von Ganzheit oder Vollkommenheit. Der einstige Urzustand ist zwar längst vergessen, aber die Sehnsucht nach einer Überwindung der Ur-Trennung bleibt bestehen. Der Weg, den Aristophanes anpreist und dessen Endziel die definitive Wiederherstellung des Urzustands ist, entspricht jedoch keineswegs dem Liebesideal Platons. Im Gegensatz zu Aristophanes, der kein höheres Ziel als den Genuss der Einheit mit dem geliebten Individuum kennt, fordert Platon eine Ausrichtung der Liebe auf Überindividuelles. Er propagiert ein vom Eros angetriebenes, aber philosophisches Erkenntnisstreben, wobei der Erkenntnisweg bei den vergänglichen Sinnesobjekten beginnt, aber dann von ihnen wegführt. Ein weiterer schroffer Gegensatz betrifft das Götterbild. Nach dem Kugelmenschen-Mythos trachten die Götter begierig danach, von den Menschen Verehrung und Opfer zu erhalten, und nur aus diesem Grund lassen sie die Menschheit überleben. Diese Vorstellung, mit der den Göttern Bedürftigkeit und ein niederes Motiv unterstellt wird, ist aus platonischer Sicht blasphemisch. Dem historischen Aristophanes war eine solche Denkweise aber nicht fremd, er thematisierte auf der Bühne die Gier der Götter. Gegensätzlich sind auch die Stilebenen: Die Schilderung der Kugelmenschen und ihrer Fortbewegung zeigt deutlich komische, groteske Züge und kontrastiert dadurch mit der Erhabenheit der Darstellung von Diotimas metaphysischer Liebeslehre. Der humoristische Aspekt des Mythos passt zu dem Komödiendichter Aristophanes.
Ein oft erörtertes Thema der Forschung ist der kulturgeschichtliche Hintergrund des Mythos und insbesondere des Motivs der Androgynie. Es wird darauf hingewiesen, dass Platon die Kugelmenschen zwar selbst erfunden, dabei aber alte mythische Motive verwertet hat. Manche Aspekte des Mythos lassen Bezüge zur Folklore erkennen. Nach der Lehre des Vorsokratikers Empedokles entstehen im Weltkreislauf Wesen „mit doppeltem Gesicht und doppelter Brust“. Platon hat die Darstellung des Empedokles wohl gekannt und verwertet. Das Motiv einer ursprünglichen Androgynie, einer später getrennten anfänglichen Einheit der Geschlechter, kommt auch in außereuropäischen Mythen vor. Im antiken Griechenland fand die Androgynie einen Ausdruck in der Gestalt des Hermaphroditos.
Die Kugelgestalt der mythischen Urmenschen ist eine Folge ihrer Abstammung von den kugelförmigen Himmelskörpern Sonne, Mond und Erde, denen sie ähnlich sind. Hinzu kommt, dass Platon die Kugel als vollkommenen Körper von höchster Schönheit betrachtete.
Die Rolle der Dialogfigur Diotima
Zwei Aspekte der Rolle Diotimas haben in der Forschung besondere Beachtung gefunden: der Umstand, dass Platon hier entgegen seiner Gewohnheit eine weibliche Figur auftreten lässt, und die außerordentliche Autorität, mit der er diese Gestalt ausstattet.
In seiner Wiedergabe des Gesprächs mit Diotima tritt Sokrates ihr gegenüber als Schüler auf. Sie stellt Fragen, die ihm zu Erkenntnissen verhelfen sollen, und übernimmt damit die maieutische Rolle, die er in anderen Dialogen selbst spielt. Wo er bekennen muss, keine Antwort zu wissen, enthüllt sie ihm die Wahrheit. So kann Sokrates auch im Symposion an seiner Platon-Lesern vertrauten Behauptung festhalten, er sei generell unwissend: Er trägt keine eigene Theorie des Eros vor, sondern beschränkt sich darauf, als Berichterstatter fremde Weisheit darzulegen. Aus diesem Grund benötigt Platon die Gestalt der Diotima. Als weise Seherin verfügt sie über eine Einsicht, die der philosophische Diskurs allein nicht vermitteln kann. Sie argumentiert zwar streckenweise philosophisch, aber hinsichtlich des Kerns ihrer Lehre beruft sie sich auf eine transzendente Erfahrung, die nach ihrer Darstellung den Höhepunkt und Abschluss eines philosophischen Schulungswegs darstellt.
Oft wird die Frage erörtert, warum Platon gerade bei diesem Thema ausnahmsweise einer Frau eine so zentrale Rolle überträgt. Dabei kommen auch mancherlei Spekulationen über seine eigene sexuelle Orientierung ins Spiel. Eine Hypothese lautet, Platon habe den Eros aus der ihm traditionell zuerkannten göttlichen Position verdrängen und die Prinzipien der Aphrodite vollständig entmachten wollen. Im Sinne dieser Absicht sei es zweckmäßig, dass dabei „eine Frau das Kommando führt“. Diotimas Aufgabe sei die „Selbstdemontage des weiblichen Prinzips“. Nach einer anderen Erklärung hat Platon bei diesem Thema eine Frau auftreten lassen, da ein Mann, der den jungen, homoerotisch eingestellten Sokrates über den Eros belehrt, vom zeitgenössischen Publikum als dessen Liebhaber betrachtet worden wäre. Diesem Verdacht habe Platon unbedingt vorbeugen wollen. Ein weiterer Deutungsvorschlag lautet, Diotimas Ausführungen basierten auf einem aus Platons Sicht spezifisch weiblichen Liebesverständnis.
Diotimas Unsterblichkeitskonzept und Platons eigene Auffassung
Eine lange Forschungsdiskussion dreht sich um die Frage, wie Platon zu der Lehre seiner Dialogfigur Diotima steht. Auffälligerweise thematisiert Diotima die platonische Vorstellung einer individuellen Unsterblichkeit der Seele nicht. Vielmehr erörtert sie nur das Streben der sterblichen Wesen nach „Fortdauer“ durch Nachkommenschaft oder Nachruhm, also nach „Unsterblichkeit“ in einem übertragenen Sinn. Dies erinnert an die später von Aristoteles vertretene Lehre, wonach es für sterbliche Individuen eine Unvergänglichkeit nur in einem uneigentlichen Sinn gibt. Nach Aristoteles’ Meinung sind die Lebewesen zwar als solche vergänglich, bewirken aber durch ihre Fortpflanzung das Überleben der Art; insofern kommt ihnen, soweit es möglich ist, doch eine gewisse Art von Ewigkeit zu. Wenn Diotima dies meint, dann besteht ein schroffer Gegensatz zur Unsterblichkeitslehre, die Platons Sokrates im Dialog Phaidon nachdrücklich verteidigt.
Diesbezüglich konkurrieren drei Deutungsrichtungen. Nach der ersten Richtung besteht inhaltlich Übereinstimmung oder zumindest kein Widerspruch zwischen dem Konzept Diotimas im Symposion und demjenigen Platons und seines „Sprachrohrs“ Sokrates im Phaidon. Nach der zweiten Richtung ist Diotimas Lehre mit der platonischen Philosophie unvereinbar, daher lehnt Platon sie ab und erwartet auch vom Leser, dass er ihre Falschheit erkennt und sie verwirft. Nach der dritten Richtung macht sich Platon im Symposion die Auffassung Diotimas zu eigen, obwohl sie seiner anderweitig vorgetragenen Seelen- und Unsterblichkeitslehre widerspricht; dies bedeutet, dass er seine Meinung zumindest zeitweilig grundlegend geändert hat.
Da sich Platons Sokrates im Symposion den Ausführungen Diotimas vorbehaltlos anschließt, folgt die Forschung überwiegend der traditionellen Interpretation, wonach Diotimas Lehre weitgehend oder gänzlich die platonische ist. Zumindest wird angenommen, dass sie mit dem „klassischen“ Platonismus des Phaidon vereinbar ist. Demnach bezieht sich das Streben nach Fortdauer, von dem Diotima redet, nur auf das Dasein im Bereich der vergänglichen Sinnesobjekte. Nur dieses Dasein betrachtet Diotima als vergänglich. Sie behauptet nicht, jegliche Art von individueller Existenz müsse mit dem Tod des Körpers enden. Somit besteht kein Widerspruch zur Annahme, dass die individuelle Seele unsterblich ist. Das bedeutet allerdings nicht, dass Diotimas Lehre mit Platons eigener Überzeugung völlig identisch sein muss.
Die Alternativthese, der zufolge Diotima sophistisch denkt und ein von Platon oder zumindest seinem Sokrates abgelehntes Konzept vertritt, gilt heute als verfehlt. Abgelehnt wird von den meisten Altertumswissenschaftlern auch die Hypothese, Platon habe geschwankt und im Symposion sein Konzept einer individuellen Unsterblichkeit aufgegeben.
Der erkenntnistheoretische Aspekt
Die Erkenntnistheorie Diotimas ist von Optimismus geprägt, die Schau des absolut Schönen wird als erreichbares Ziel dargestellt. Das Objekt dieser Wahrnehmung ist die „platonische Idee“ – das Urbild – des Schönen im Sinne von Platons Ideenlehre. Da eine platonische Idee den Sinnen unzugänglich und nur geistig erfassbar ist, sind Begriffe wie „erblicken“, „sehen“ und „Schau“ in diesem Zusammenhang nicht wörtlich, sondern metaphorisch zu verstehen. Besondere Beachtung findet in der Forschung die Feststellung Diotimas, die Schau trete nach langen Bemühungen „plötzlich“ ein, nachdem der Erotiker seinen schrittweisen Aufstieg vollzogen habe. Diese Formulierung hat die Vermutung genährt, Platon meine hier ein mystisches Erlebnis. Eine Übereinstimmung mit Schilderungen in mystischem Schrifttum besteht darin, dass die platonische Schau den dafür Qualifizierten plötzlich gleichsam überfällt. Sie wird von ihm zwar durch den Aufstieg ermöglicht, doch kann er sie nicht unmittelbar herbeiführen oder gar erzwingen. Die Erkenntnis der Idee des Schönen wird durch Leistungen des diskursiven Denkens vorbereitet, aber intuitiv vollzogen. Dazu passt der Umstand, dass Platon die Annäherung an das Ziel in Analogie zur Einweihung in die Mysterien beschreibt. Dadurch erhält der Aufstieg zum Schönen die Qualität einer religiösen Initiation. Nach Platons Verständnis löst die Philosophie das ein, was die Mysterien versprechen. Ein wesentlicher Unterschied zu mystischen Erfahrungen ist jedoch, dass nach Diotimas Beschreibung keine Vereinigung (unio mystica) stattfindet, bei der die Differenz zwischen Subjekt und Objekt aufgehoben wird. Der Betrachter und das Betrachtete bleiben stets eigenständig.
Die Schau des absolut Schönen ist faktisch der Endpunkt des Aufstiegs, falls dieser vollständig ausgeführt wird. Dies bedeutet aber nicht, dass der aufsteigende Liebende während des Aufstiegs die höchste Stufe als angestrebtes Endziel vor Augen haben muss. Vielmehr erzielt er schrittweise Erkenntnisgewinne, die bewirken, dass ihm die jeweils nächsthöhere Stufe erstrebenswert erscheint.
Der soziale Aspekt
Der Stufenweg, der zur Betrachtung des an sich Schönen führt, ist der Lebensweg des Philosophen. Diotima stellt ausdrücklich klar, es sei notwendig, mit der ersten Stufe, der Liebe zu schönen Körpern, zu beginnen. Die Möglichkeit, den körperlichen Aspekt des Eros zu übergehen und auf direktem Weg zur Idee des Schönen vorzudringen, kommt aus ihrer Sicht nicht in Betracht. Der Aufstieg kann nicht allein vollzogen werden, er hat auf jeden Fall eine soziale Komponente. Austausch mit anderen ist zumindest auf den unteren Stufen erforderlich.
Seit langem ist eine intensive Forschungsdiskussion über die Einschätzung des erotischen Aufstiegs unter sozialem Gesichtspunkt in Gang. Einen maßgeblichen Impuls erhielt die Debatte 1973 durch die Veröffentlichung einer in der Folgezeit einflussreichen Untersuchung von Gregory Vlastos über die Rolle des Individuums als Objekt platonischer Liebe. Nach Vlastos’ Verständnis wird in Diotimas Eroslehre das geliebte Individuum nicht um seiner selbst willen geschätzt. Vielmehr ist es nur begehrenswert, weil und insofern es etwas Allgemeines – körperliche oder seelische Schönheit – beeindruckend verkörpert. Der Geliebte ist für den Liebenden nur als Träger bestimmter allgemeiner Eigenschaften relevant, nicht unter dem Gesichtspunkt seiner individuellen Besonderheit und ihres Werts. Daher schwindet seine erotische Attraktivität zwangsläufig im Verlauf des Aufstiegs. Wenn der Erotiker zu höheren, allgemeineren Liebesformen aufsteigt, wird das Individuum als Objekt des Eros überflüssig und ein Festhalten an ihm somit sinnlos. Das bedeutet, dass die Liebe zur geliebten Person letztlich nur Mittel zum Aufstieg zum absolut Schönen ist. Demnach geht es dem platonischen Erotiker eigentlich nur um ihn selbst. Diese Interpretation von Diotimas Liebeslehre wird mit dem Schlagwort vom „egozentrischen“ Charakter des platonischen Eros bezeichnet. Die Egozentrismus-Hypothese ist in der Forschung umstritten und wird heute in ihrer radikalen Variante überwiegend abgelehnt. Die Gegenauffassung lautet, Platons Vorstellung sei nicht so einseitig und beschränkt, sondern das tugendhafte Individuum werde bei ihm durchaus als legitimes Liebesobjekt gewürdigt. Der Aufstieg zu umfassenderen Stufen der Liebe müsse nicht mit einem Erlöschen der Liebe zum Individuum verbunden sein, sondern diese werde nur anders betrachtet und eingeordnet. Einer alternativen Hypothese zufolge ist der platonische Eros auf den unteren Stufen egozentrisch, doch ändert sich das im Verlauf des Aufstiegs.
Einen anderen Weg hat Martha Nussbaum 1986 mit ihrem Deutungsversuch eingeschlagen, mit dem sie eine lebhafte Forschungsdebatte ausgelöst hat. Nussbaum teilt Vlastos’ Ansicht, wonach Diotimas Liebesverständnis das geliebte Individuum überflüssig macht und diese Konsequenz von Diotima und Platons Sokrates gesehen und bejaht wird. Im Gegensatz zu den Befürwortern der Egozentrismus-Hypothese folgert sie daraus aber nicht, dass Platon die Bedeutung und den Wert der Individualität verkannt habe. Vielmehr habe er mit der Rede des Alkibiades, in der die Einzigartigkeit des Sokrates verherrlicht wird, einen Gegenakzent setzen wollen. Zwischen der Wertschätzung des Individuums in seiner Einmaligkeit und der Forderung nach Aufstieg des Erotikers vom Speziellen zum Allgemeinen bestehe ein tragischer Konflikt, der dem Leser des Symposions vor Augen gestellt werde. Ähnlich wie Nussbaum hatte schon 1976 Margot Fleischer festgestellt, Diotima und Alkibiades seien extreme Gegengestalten und nicht zu vereinigen. Die Wahrheit über den Eros müsse zwischen ihren Positionen liegen, doch werde dies im Symposion nicht sichtbar gemacht, das Dilemma bleibe ungelöst. So gesehen endet der Dialog in einer Aporie, einer scheinbaren oder tatsächlichen Ausweglosigkeit.
Die Rolle des Alkibiades

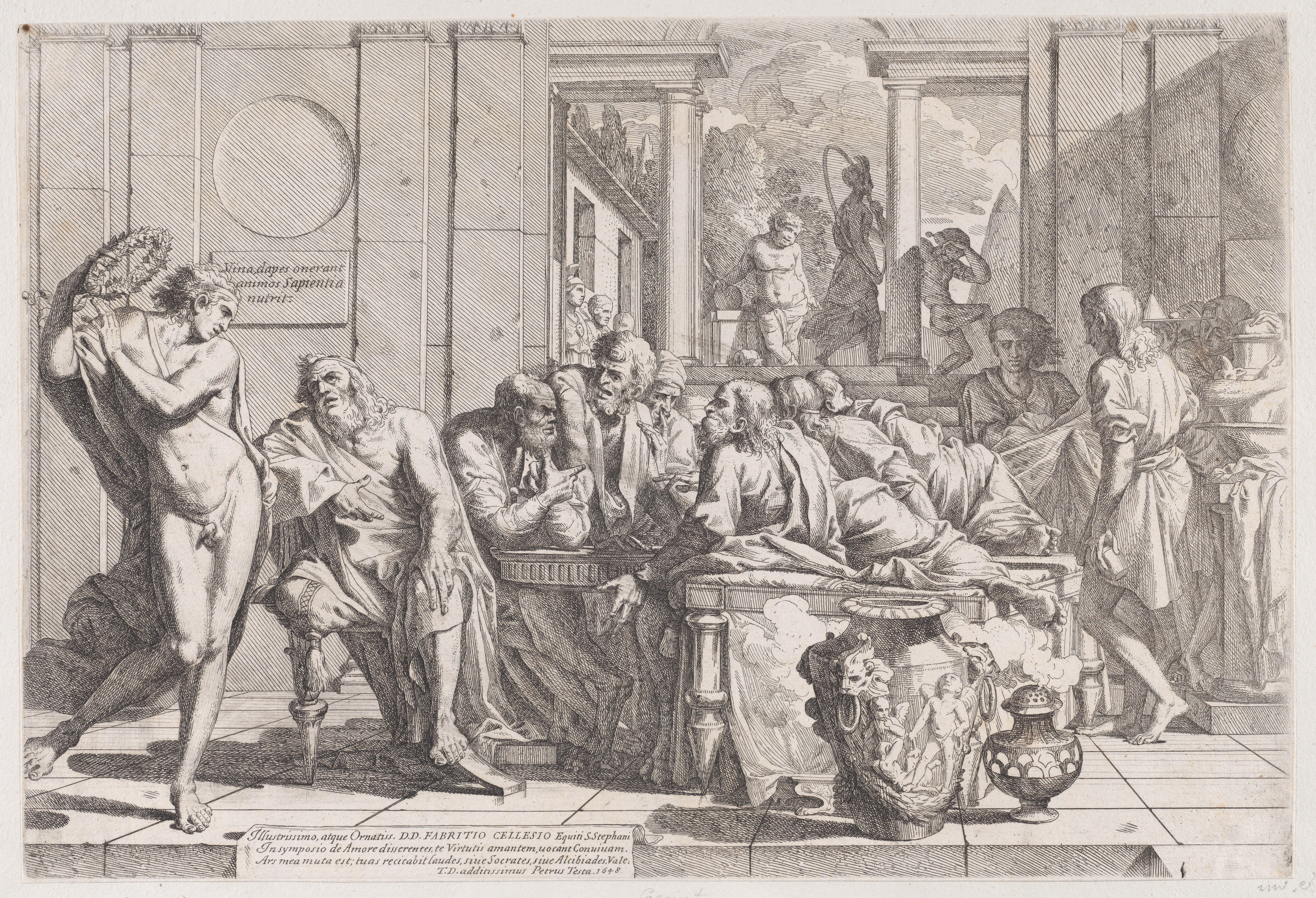
Alkibiades unter den Gästen. Radierung von Pietro Testa (1648)

Mit dem Eintreffen des betrunkenen, lärmenden Alkibiades kurz nach dem Ende von Sokrates’ Rede ist ein dramatischer Stimmungswechsel verbunden, der die Leser des Dialogs seit jeher beeindruckt hat. In der Forschungsliteratur wird darauf hingewiesen, dass Alkibiades das irrationale Prinzip des Rausches und der Zügellosigkeit verkörpert, für das in der griechischen Mythologie der Gott Dionysos steht. Mit dem anfänglichen Beschluss der Gastmahlteilnehmer, die Flötenspielerin wegzuschicken, den Weingenuss zu begrenzen und sich auf den philosophischen Diskurs zu konzentrieren, ist das dionysische Element aus der Runde verbannt worden. Das war eine Voraussetzung für die ernsthafte Auseinandersetzung mit einem erhabenen Thema. Mit dem überraschenden, groben Eindringen des Alkibiades und seines Gefolges ist der zunächst ausgeschlossene Dionysos zurückgekehrt und hat seinen Anspruch auf Beachtung geltend gemacht. Daher wird der letzte Teil des Symposions oft mit dem Satyrspiel verglichen, einem heiteren, von derber Sinnlichkeit geprägten Theaterstück, das in Athen als Nachspiel den Tragödienaufführungen folgte. Ohne Diotimas Eros-Mythos zu kennen, bietet Alkibiades ein teils ernstes, teils humoristisch wirkendes Porträt des Sokrates als Verkörperung des von Diotima beschriebenen Eros.
Für das Empfinden antiker Griechen war die beschriebene Konstellation absurd: Der schöne, gefeierte Jüngling Alkibiades bekennt, dass er den weit älteren, grotesk hässlichen Sokrates liebt und von ihm verschmäht wird. Durch diesen Kontrast und die darin nach gängiger Auffassung liegende Paradoxie wollte Platon seinen Gedanken der Überlegenheit innerer Schönheit drastisch illustrieren.
Die Diskussion über Tragödien- und Komödiendichtung
In der Nacht, nachdem die anderen gegangen oder eingeschlafen sind, diskutieren noch drei Männer: der Philosoph Sokrates, der Tragödiendichter Agathon und der Komödiendichter Aristophanes. Ihr Thema ist die Kompetenz des Dramatikers. Sokrates will die beiden berühmten Bühnendichter zwingen zuzugeben, dass zum Verfassen von Komödien und Tragödien ein und dieselbe Kompetenz benötigt werde. Wenn ein Tragödiendichter seine Kunst beherrsche, könne er zwangsläufig auch Komödien dichten. Vergeblich sträuben sich Agathon und Aristophanes gegen diese These; als Spezialisten verteidigen sie die Beschränkung auf das jeweils angestammte Gebiet. Sokrates treibt seine beiden Gesprächspartner in die Enge. Seine These ist unkonventionell, sie widerspricht der gängigen antiken Praxis. Hinter ihr mag die Überlegung stehen, dass Tragödie und Komödie ein Gegensatzpaar bilden und daher Gegenstand desselben Wissens sind. Einer Forschungshypothese zufolge hat Platon hier seine eigene schriftstellerische Tätigkeit im Sinn, die sowohl tragödienhafte als auch komödienhafte Elemente aufweist. Er will andeuten, dass der Philosoph der wahre Dramatiker sei, da seine Kunst sowohl die des Komikers als auch die des Tragikers umfasse.

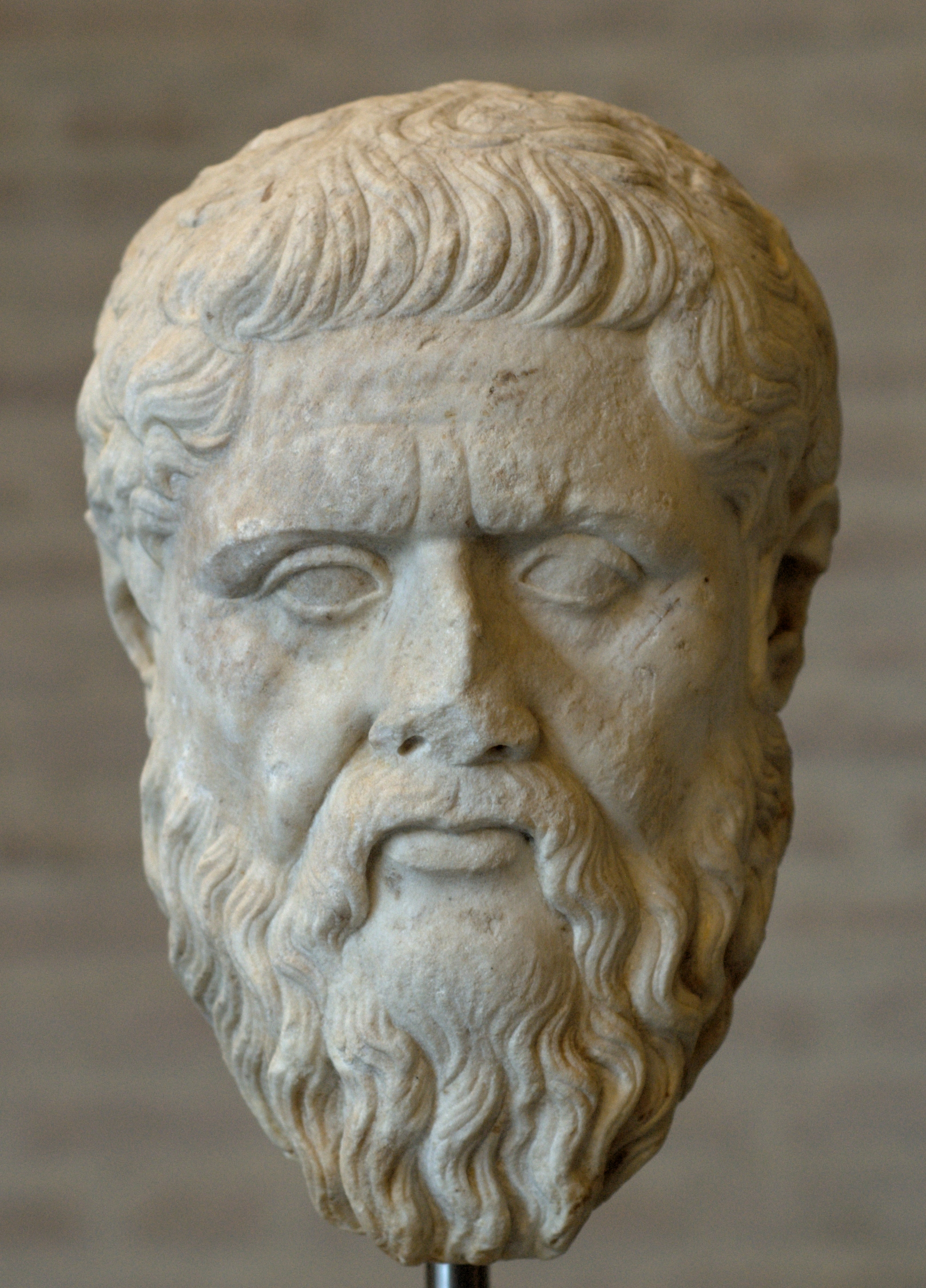
Büste Platons (römische Kopie des griechischen Platonporträts des Silanion, Glyptothek München)

## Entstehung
Die Abfassungszeit des Symposions lässt sich nicht mit Sicherheit bestimmen. Unter inhaltlichem Gesichtspunkt gehört es in die mittlere Schaffensphase des Autors. Manche stilistische Beobachtungen stützen diesen Befund, nach anderen Indizien ist das Werk einer stilistisch frühen Dialoggruppe zuzuordnen. Einen historischen Anhaltspunkt bietet eine Anspielung auf die Aufteilung der arkadischen Stadt Mantineia durch die Spartaner 385/384 v. Chr.; demnach ist das Symposion nach diesem Zeitpunkt entstanden. Allerdings ist nicht sicher, dass dieser historische Vorgang gemeint ist. Die Stelle kann sich auch auf eine Auseinandersetzung zwischen Sparta und Mantineia im Jahr 418 v. Chr. beziehen, was jedoch weniger wahrscheinlich ist. Eine andere Stelle ist wohl als Anspielung auf den „Königsfrieden“ von 387/386 v. Chr. zu deuten. Ein weiteres für die Datierung relevantes Indiz bietet vielleicht der Umstand, dass Platons Phaidros hypothetisch von der Möglichkeit spricht, ein Heer aus lauter Liebenden und Geliebten aufzustellen. Dieser Plan wurde in Theben 378 v. Chr. mit der Gründung der „Heiligen Schar“ verwirklicht. Daraus ist gefolgert worden, dass der Dialog wohl vor der Schaffung dieser Elitetruppe der Thebaner entstanden ist. Wenn diese Überlegungen zutreffen, lässt sich die Entstehungszeit auf die Jahre zwischen 385 und 378 v. Chr. eingrenzen. Allerdings kann die Äußerung der Dialogfigur Phaidros auch als positive Reaktion Platons auf die Maßnahme in Theben gedeutet werden.

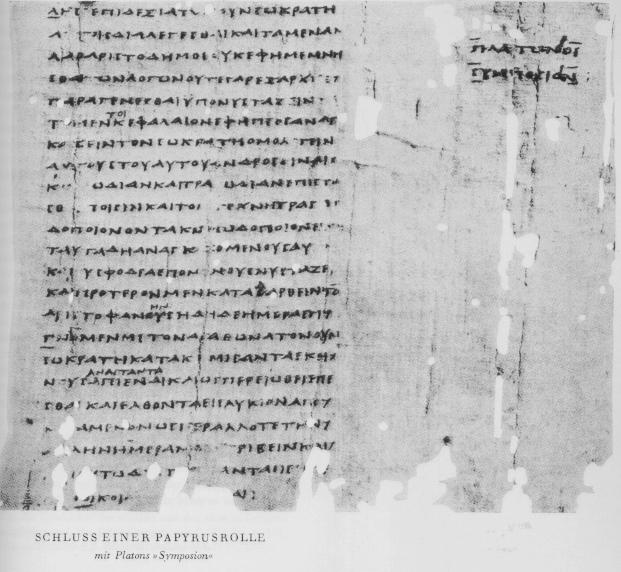
Ein Textstück des Symposions in der einzigen antiken Papyrus-Handschrift, P. Oxy. V 843, 2./3. Jahrhundert

## Textüberlieferung
Die direkte antike Textüberlieferung beschränkt sich auf eine Papyrus-Handschrift des 2. oder 3. Jahrhunderts, von der ein umfangreicher Teil erhalten ist. Es handelt sich um den am meisten Text enthaltenden von allen Platon-Papyri. Diese Überlieferung ist für die Textkritik von großem Wert; sie ist frei von einer Reihe von Fehlern der mittelalterlichen Pergament-Handschriften, weist aber auch eigene Fehler auf, die in der mittelalterlichen Textüberlieferung nicht vorkommen.
Die mittelalterliche Textüberlieferung besteht aus 55 Handschriften, die das Symposion ganz oder teilweise enthalten. Die älteste erhaltene mittelalterliche Symposion-Handschrift wurde im Jahr 895 im Byzantinischen Reich für Arethas von Caesarea angefertigt.

## Rezeption
Das Symposion gilt als einer der bedeutendsten Dialoge Platons und ist einer der am intensivsten rezipierten. Es hat sowohl in der Antike als auch in der Neuzeit eine starke Wirkung ausgeübt und zählt zu den berühmtesten Werken der Weltliteratur.

### Antike
In der Antike wurde das Symposion eifrig gelesen. In formaler Hinsicht wurde es zum klassischen Vorbild für die antike Symposienliteratur, eine literarische Gattung, deren Ausgangspunkt es bildet. Allerdings versuchten spätere Autoren nicht, mit Platons philosophischer Tiefe in Konkurrenz zu treten, sondern schufen stärker aufgelockerte, für ein breiteres Publikum unterhaltsamere Darstellungen sympotischer Zusammenkünfte.
Vom 4. bis zum 1. Jahrhundert v. Chr.
Der Dialog Symposion des Schriftstellers Xenophon, eines Zeitgenossen Platons, wurde nach heutigem Forschungsstand später als Platons gleichnamiges Werk vollendet und ist von diesem beeinflusst. Es besteht eine Vielzahl von Parallelen zwischen den beiden Schriften. Auch bei Xenophon ist Sokrates ein Teilnehmer des Gastmahls und hält eine Rede über den Eros.
Platons Schüler Aristoteles zitierte in seiner Politik aus der Rede des Aristophanes im Symposion, deren Inhalt allen bekannt sei. Er bezeichnete den Dialog als „Gespräche über die Liebe“. In seiner Schrift Über die Seele griff er den Gedanken von Platons Diotima auf, dass die Fortpflanzung der Lebewesen ein Streben nach Teilnahme am Ewigen und Göttlichen ist. Auch in seiner Nikomachischen Ethik ist der Einfluss von Diotimas Lehre deutlich zu erkennen.
Bei den Kynikern und den Epikureern, zwei mit dem Platonismus rivalisierenden philosophischen Richtungen, stießen die im Symposion dargelegten Ansichten auf Unverständnis. Der Kyniker Bion von Borysthenes (4./3. Jahrhundert v. Chr.) urteilte, Sokrates sei ein Narr gewesen, wenn er Alkibiades sexuell begehrt, aber den Trieb unterdrückt habe. Die Epikureer verurteilten vor allem Platons Verknüpfung der Erotik mit der Tugend oder Vortrefflichkeit (aretḗ). Nach ihrer Lehre ist leidenschaftliche Liebe höchst schädlich. Der erotische Trieb gilt als großes Übel und die von ihm erzeugte Erregung als dem Wahnsinn nahe.
In der Tetralogienordnung der Werke Platons, die anscheinend im 1. Jahrhundert v. Chr. eingeführt wurde, gehört das Symposion zur dritten Tetralogie.
Vom 1. bis zum 3. Jahrhundert n. Chr.
Der Philosophiegeschichtsschreiber Diogenes Laertios zählte das Symposion zu den „ethischen“ Schriften und gab als Alternativtitel „Über das Gute“ an. Dabei berief er sich auf eine heute verlorene Schrift des Gelehrten Thrasyllos († 36).
Der jüdische Gelehrte Philon von Alexandria, der in der ersten Hälfte des 1. Jahrhunderts lebte, tadelte die homoerotischen Aspekte des Dialogs scharf. Er behauptete, das Thema des Symposions sei in erster Linie die „gemeine und vulgäre Liebe“ zwischen Männern oder zwischen Männern und Knaben, deren moralische und gesellschaftliche Auswirkungen verheerend seien. Sie zerstöre die Tapferkeit und infiziere die Seelen mit weibischer Krankheit, würdige männliche Jugendliche zur inneren Haltung einer Geliebten herab, lenke von sozialen Aufgaben ab und führe zu Kinderlosigkeit. Der Kugelmenschen-Mythos sei verführerisches Blendwerk und errege nur wegen der Ungewöhnlichkeit des Gedankens Aufmerksamkeit. Xenophons Symposion stehe in moralischer Hinsicht über Platons gleichnamigem Werk. Diese Kritik hat Philon wohl nicht selbst ersonnen, sondern einer älteren antiplatonischen Schrift entnommen.
Der Geschichtsschreiber und Philosoph Plutarch, der sich zur Tradition des Platonismus bekannte, interpretierte Diotimas Eros-Mythos. In seiner Abhandlung Über Isis und Osiris bot er eine allegorische Deutung der Herkunft des Eros: Aus der Verbindung eines vollkommenen Vaters (Poros), der platonischen Ideenwelt, mit einer bedürftigen Mutter (Penia), die hier mit der Materie gleichgesetzt wird, geht die sichtbare Welt (Eros) hervor. Plutarchs Dialog Amatorius enthält zahlreiche Symposion-Reminiszenzen. In seinen Gastmahlgesprächen (Quaestiones convivales) ist Platons Dialog deutlich als Vorbild erkennbar.
Der Mittelplatoniker Lukios Kalbenos Tauros behandelte das Symposion in seinem Philosophieunterricht. Wie sein Schüler Gellius berichtet, äußerte sich Tauros entrüstet über ignorante Anfänger, die den Dialog wegen des Auftritts des betrunkenen Alkibiades lesen wollten, statt sich für den philosophischen Gehalt zu interessieren. Die Rolle des Alkibiades fand damals offenbar auch in eher philosophiefernen Kreisen Beachtung. Dieses Publikum wollte sich vergnügen und betrachtete die Werke Platons als Unterhaltungslektüre. Tauros betonte – wie im Platonismus üblich –, man solle mehr auf den Inhalt achten als auf die Form, doch wies er auch mit Stolz auf die rhetorische Brillanz in der Rede des Pausanias hin; kein Rhetor habe eine so vortreffliche Prosa geschaffen wie Platon. Gellius, der sich für die Sprachkunst begeisterte, übersetzte eine Stelle aus dieser Rede, die ihn besonders beeindruckte, ins Lateinische und lernte sie auswendig. Er sah darin ein Muster höchster stilistischer Eleganz, das er zur Schulung seiner eigenen Beredsamkeit in seiner lateinischen Muttersprache nachbilden wollte.
Ein nicht namentlich bekannter Mittelplatoniker, der den Dialog Theaitetos kommentierte, erwähnte in dem auf Papyrus erhaltenen Teil seines Werks, dass er zuvor bereits einen Kommentar zum Symposion verfasst hatte. Die Lebenszeit dieses Platonikers ist umstritten; die Vermutungen schwanken zwischen dem 1. Jahrhundert v. Chr. und dem 2. Jahrhundert n. Chr.
Der Satiriker Lukian von Samosata verfasste ein Symposion, in dem er eine parodistische Umkehrung von Platons Konzept bot. Wie bei Platon treffen sich bei Lukian Philosophen zu einem Gastmahl, doch statt einer Zusammenkunft mit geistigem Wettstreit auf hohem Niveau kommt es zu wüsten Szenen, der Anspruch der Philosophen auf Tugendhaftigkeit erweist sich als Heuchelei.
Der Rhetoriker und Sophist Aelius Aristides setzte sich mit Ansichten Platons, die ihm missfielen, auseinander. Dabei betonte er besonders den fiktionalen Charakter der platonischen Dialoge, um die Autorität des berühmten Philosophen zu untergraben. In diesem Zusammenhang wies er auf Unstimmigkeiten hin, auf die er bei der Überprüfung einzelner Angaben Platons anhand historischer Fakten gestoßen war. Bei seiner Suche nach solchen Widersprüchen wurde er auch im Symposion fündig.
Der antiphilosophisch gesinnte Gelehrte Athenaios übte im Rahmen seiner Polemik gegen Platon auch am Symposion Kritik. Er bezeichnete den Dialog als leeres Geschwätz und behauptete, die Darstellung von Sokrates’ militärischen Leistungen sei erlogen, denn sie stimme nicht mit den Berichten anderer Quellen überein. Auch der Bericht über die Nacht, in der Alkibiades Sokrates verführen wollte, könne nicht zutreffen.
Der stark vom Platonismus beeinflusste Kirchenschriftsteller Origenes interpretierte den Mythos von der Abstammung des Eros christlich. Nach seiner Deutung entspricht Penia als Verführerin der Schlange im Paradies und Poros dem beim Sündenfall verführten Menschen.
Plotin († 270), der Begründer des Neuplatonismus, griff in seiner Abhandlung Über das Schöne Diotimas Eros-Konzept auf, wobei er es erheblich umgestaltete. In seiner Schrift Über den Eros legte er den Mythos von der Herkunft des Eros aus. Dabei deutete er die Gottheiten allegorisch. Die Gleichsetzung des Eros mit der sichtbaren Welt lehnte er ab.
Plotins Schüler Porphyrios († 301/305) verfasste eine Streitschrift über den Eros im Symposion. Darin wandte er sich gegen die Auffassung des Rhetors Diophanes, der das Verhalten der Dialogfigur Alkibiades in einer öffentlichen Rede verteidigt hatte. Diophanes hatte sich über den erotischen Aspekt des Verhältnisses von Sokrates und Alkibiades geäußert und dabei die Meinung vertreten, ein Philosophieschüler solle bereit sein, sich auf eine sexuelle Beziehung zu seinem Lehrer einzulassen. Plotin, der unter den Zuhörern war, hatte daran Anstoß genommen und Porphyrios mit der Abfassung einer Entgegnung beauftragt. Mit dieser Gegenschrift, die Porphyrios vor demselben Publikum wie Diophanes vortrug, war Plotin sehr zufrieden.
Spätantike
In der Spätantike war der Neuplatonismus die vorherrschende philosophische Strömung. Bei den Neuplatonikern wurde das Symposion geschätzt, aber über ihre Kommentierung des Dialogs ist nur sehr wenig bekannt. Der einflussreiche Neuplatoniker Iamblichos († um 320/325) nahm das Symposion in den Lektürekanon seiner Philosophenschule auf und behandelte es im Unterricht für fortgeschrittene Philosophieschüler. Er befand, es handle von der höchsten Tugendstufe, der „betrachtenden“ Tugend. Im Rahmen seiner Einteilung der zwölf aus seiner Sicht wichtigsten Dialoge nach dem Inhalt ordnete er das Symposion der „theologischen“ Gruppe zu. Im 5. Jahrhundert schrieb der Neuplatoniker Proklos einen Kommentar zu Diotimas Ausführungen im Symposion.
Auch außerhalb der neuplatonischen Philosophenschulen wurde Platons Dialog von Gebildeten rezipiert. Der Kirchenvater Methodios von Olympos schrieb ein christliches Symposion, das nicht den Eros, sondern die Jungfräulichkeit zum Thema hat. Das Ziel des Methodios war es, Platons Schrift durch ein christliches Gegenstück zu ersetzen. Der Kirchenvater Eusebios von Caesarea schloss sich in seiner Praeparatio evangelica der schon im 3. Jahrhundert von Origenes vertretenen Interpretation an, der zufolge Penia, die Mutter des Eros, als Verführerin für die Schlange im Paradies steht. Der einflussreiche Theologe Augustinus († 430) griff das platonische Konzept eines Aufstiegs des Liebenden bis zum würdigsten Liebesobjekt auf und verwertete es für seine Zwecke. Er fand darin eine philosophische Stütze für die Wertordnung der christlichen Liebeslehre, in der die Nächstenliebe über der erotischen Liebe zu einem bestimmten Menschen und die Gottesliebe über allen anderen Formen von Liebe steht. Wie bei Platon und Plotin zielt bei Augustinus der menschliche Liebesdrang auf die Vervollkommnung des sehnsüchtigen Liebenden, der sich seiner Unzulänglichkeit bewusst ist. Der nach Liebeserfüllung Strebende erreicht sein Ziel und damit die Glückseligkeit, wenn er in Gott das höchstmögliche Liebesobjekt gefunden hat.
Bildende Kunst
Die Frau, die auf einem Wandbild der frühen römischen Kaiserzeit aus Boscoreale neben dem sitzenden Sokrates steht, ist sehr wahrscheinlich Diotima. Das Wandbild, das sich heute im J. Paul Getty Museum in Malibu befindet, wurde nach einem Vorbild aus dem späten 4. Jahrhundert v. Chr. gestaltet.

### Mittelalter
Im Mittelalter hatten die Gelehrten West- und Mitteleuropas keinen Zugang zum Text des Dialogs. Im Byzantinischen Reich hingegen war das Symposion bekannt; eine Reihe von byzantinischen Handschriften, die teilweise mit Scholien versehen sind, bezeugen das Interesse gebildeter Kreise an dem Dialog. Der im späten 13. und frühen 14. Jahrhundert tätige Philosoph Georgios Pachymeres fertigte eigenhändig eine Abschrift an.
Für den arabischsprachigen Raum konnte eine direkte Rezeption bisher nicht nachgewiesen werden, wörtliche Zitate fehlen. Zumindest Teile des Inhalts waren dort aber bekannt, darunter der Kugelmenschen-Mythos, der in abgewandelter Form weite Verbreitung fand. Das heute bis auf Fragmente verlorene Werk Die Übereinstimmung der Philosophen über die Allegorien der Liebe des Philosophen al-Kindī (9. Jahrhundert) scheint eine relativ ausführliche Zusammenfassung von Platons Dialog enthalten zu haben.

### Renaissance

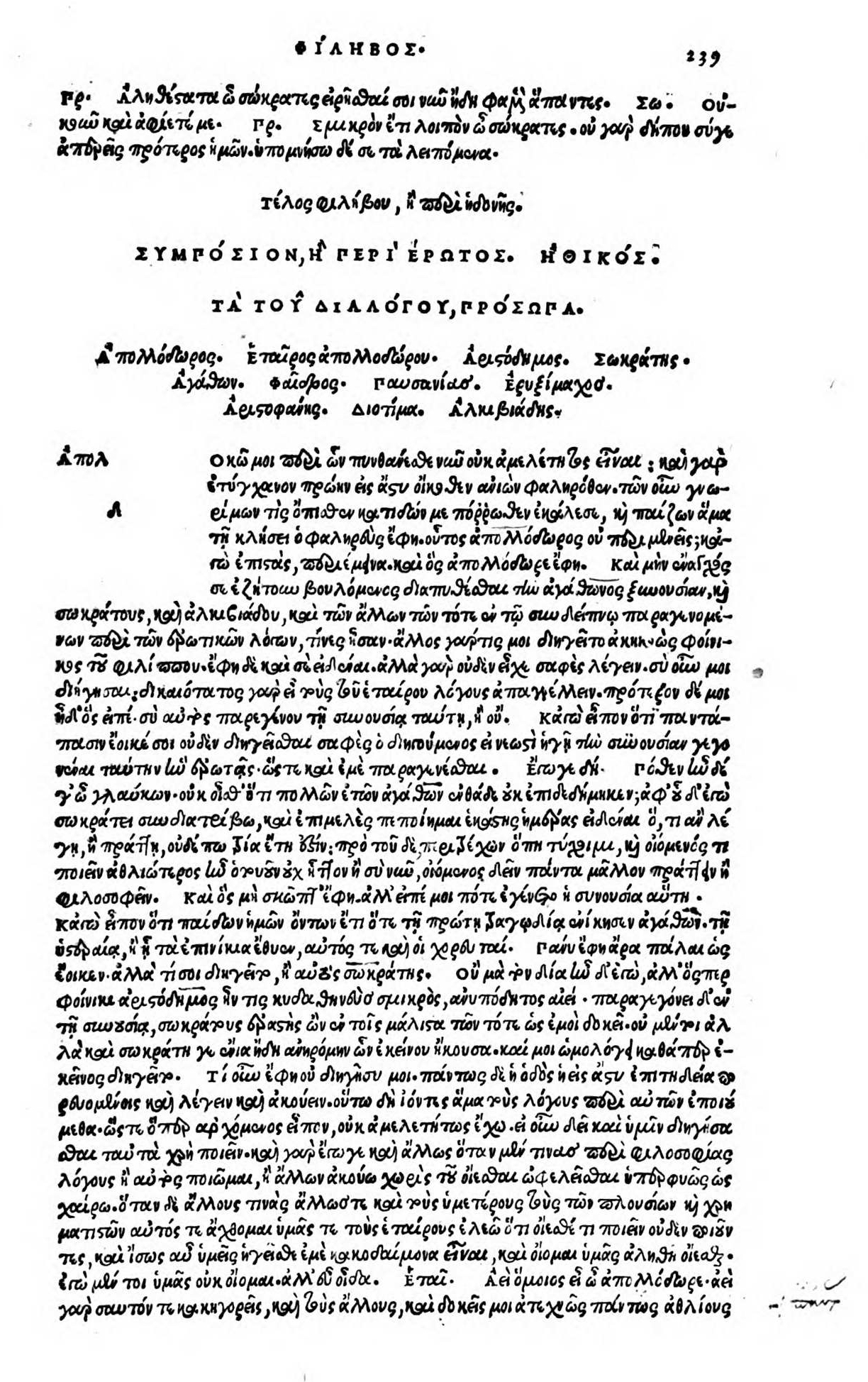
Der Anfang des Symposions in der Erstausgabe, Venedig 1513

Im Westen wurde das Symposion im Zeitalter des Renaissance-Humanismus wiederentdeckt. Der italienische Humanist und Staatsmann Leonardo Bruni fertigte 1435 eine unvollständige Übersetzung der Rede des Alkibiades ins Lateinische an. Er ließ die damals anstößigen homoerotischen Bezüge weg und sandte seinen Text an Cosimo de’ Medici.
Der scharf antiplatonisch eingestellte Humanist Georgios Trapezuntios geißelte die Homoerotik in Platons Werken, das „sokratische Laster“, in seiner Kampfschrift Comparatio philosophorum Platonis et Aristotelis (Vergleich der Philosophen Platon und Aristoteles). Im Symposion fand er einen Angriffspunkt in der Rede des Aristophanes, dessen Erotikkonzept er als Bejahung der Befriedigung sexueller Gier deutete. Auf diese Herausforderung antwortete der Platoniker Bessarion mit einer vehementen Entgegnung, der 1469 veröffentlichten Schrift In calumniatorem Platonis (Gegen den Verleumder Platons). Bessarion warf Trapezuntios unter anderem vor, die Ansichten der verschiedenen Redner im Symposion mit Platons eigener Position gleichgesetzt zu haben. Er bemühte sich, die Übereinstimmung des platonischen Liebesbegriffs mit dem christlichen aufzuzeigen. Diese Argumentationslinie wurde für den Renaissance-Platonismus wegweisend.
Der berühmte Gelehrte Marsilio Ficino, ein eifriger Erforscher des antiken Platonismus, übersetzte das Symposion ins Lateinische. Er veröffentlichte den lateinischen Text 1484 in Florenz in der Gesamtausgabe seiner Platon-Übersetzungen und machte den Dialog damit einem breiteren Lesepublikum zugänglich. Außerdem schrieb er dazu einen lateinischen Kommentar (Commentarium in convivium Platonis de amore, gewöhnlich kurz De amore – Über die Liebe – genannt), der ebenfalls 1484 gedruckt wurde. Dem Kommentar gab er die Gestalt eines Dialogs: Eine Gruppe von Gelehrten versammelt sich in Ficinos Landhaus zu einem Gastmahl und hört nach der Mahlzeit eine Lesung des Symposions, dann legen sie die Reden über den Eros aus. Bei der Kommentierung der Lehre Diotimas folgte Ficino der Interpretation Plotins. Er fasste Poros als göttlichen Lichtstrahl auf, Penia als Dunkelheit. Außerdem übernahm er die von Platons Pausanias eingeführte Unterscheidung zwischen himmlischer und profaner Liebe. Die letztere (amor vulgaris) betrachtete er als Krankheit. Er sah in den Eros-Konzepten aller Reden des Symposions Aspekte ein und derselben platonischen Liebeslehre. Ficino fertigte auch eine italienische (toskanische) Fassung von De amore mit dem Titel El libro dell’amore an, mit der er sich an ein breites Laienpublikum wandte. Sein Symposion-Kommentar trug maßgeblich dazu bei, Platons Ruf als führender Theoretiker der Liebe zu etablieren. Die volkssprachliche Fassung wurde zum Prototyp einer Reihe von Abhandlungen, die als Liebestraktate (trattati d’amore) bezeichnet werden. Der Dichter Girolamo Benivieni fasste in den neun Stanzen seiner Kanzone über die Liebe die Hauptgedanken von Ficinos Symposion-Kommentar zusammen. Zu Benivienis Gedicht schrieb der Humanist Giovanni Pico della Mirandola 1486 einen Kommentar. Dort legte er sein eigenes Verständnis der platonischen Liebe dar.
Die Erstausgabe des griechischen Textes erschien im September 1513 in Venedig bei Aldo Manuzio als Teil der ersten Gesamtausgabe der Werke Platons. Der Herausgeber war Markos Musuros. Die Gestalt, die Musuros dem Text gab, blieb für Jahrhunderte maßgeblich.
1535 erfolgte die Drucklegung der Dialoghi d’amore (Dialoge über die Liebe) des jüdischen Philosophen Leo Hebraeus (Jehuda ben Isaak Abravanel), der einer der namhaftesten Vertreter des Renaissance-Platonismus war. Leo knüpfte nicht nur literarisch an Platons Dialogkunst an, sondern war auch inhaltlich stark von den Erörterungen im Symposion beeinflusst. Seine Schrift gehörte zu den wichtigsten prägenden Faktoren in der Liebesliteratur des 16. Jahrhunderts.
In Frankreich ließ die Königin Margarete von Navarra den Kommentar Ficinos ins Französische übersetzen. Die Veröffentlichung dieser Übersetzung im Jahr 1546 gab der Rezeption des im Symposion dargelegten Gedankenguts in der französischen Dichtung einen bedeutenden Impuls. Margarete, die selbst Dichterin war, verband in ihrem Liebesverständnis platonische und christliche Elemente. In ihrem Epos Les prisons beschrieb sie einen Aufstieg von der irdischen zur göttlichen Liebe. Dabei setzte sie voraus, dass Diotimas Mythos von der Herkunft des Eros ihren Lesern geläufig war. Zu Margaretes Umkreis zählte der Dichter Antoine Héroet, der in seinem 1542 gedruckten, sehr populären Gedicht L’Androgyne de Platon den Kugelmenschen-Mythos thematisierte.
Der Philosoph Francesco Patrizi da Cherso verfasste im späten 16. Jahrhundert das vier Dialoge umfassende Werk L’amorosa filosofia. Dabei ahmte er den Aufbau des Symposions nach: Wie bei Platon handelt es sich um einen Bericht über ein Gastmahl, an dem von einem Gespräch mit einer Frau, die Belehrung über Liebesangelegenheiten erteilte, erzählt wurde. Diese gebildete Dame, die als „neue Diotima“ bezeichnet wird – es handelt sich um die mit Patrizi befreundete Dichterin Tarquinia Molza – trug allerdings unplatonisches Gedankengut vor. Sie führte alle Formen der Liebe auf einen natürlichen Trieb zur Selbstliebe zurück. Damit wandte sich Patrizi gegen die im zeitgenössischen Liebesdiskurs gängige Tendenz zu einer Polarisierung der Liebe in eine gute geistige und eine schlechte sinnliche.

### 17. und 18. Jahrhundert
In England rezipierten im 17. Jahrhundert die Cambridger Platoniker, die einen christlichen Platonismus vertraten, das Symposion im Sinne von Ficinos Denkweise. Besonders Henry More legte Wert auf die Eros-Lehre.
Der Philosoph Frans Hemsterhuis (1721–1790), der sich als Sokratiker betrachtete, nannte die gebildete Fürstin Amalie von Gallitzin, mit der er intensiv korrespondierte, „Diotima“, sich selbst im Umgang mit ihr „Sokrates“.
Friedrich Schlegel veröffentlichte 1795 seine Abhandlung Über die Diotima, die in der Fachwelt wohlwollend aufgenommen wurde. Dort schrieb er, Platon habe im Symposion mit wenigen Meisterzügen eine Frau verewigt, deren „heiliges Gemüt“ ein „Bild vollendeter Menschheit“ darstelle.
Friedrich Hölderlin war von Diotimas Ausführungen im Symposion stark beeindruckt und verwendete in seiner Liebeslyrik ihren Namen für die Geliebte. Den platonischen Gedanken, dass Eros über das vergängliche Individuelle emporheben kann, drückte er dichterisch in der Ode Der Abschied und in der Elegie Menons Klagen um Diotima aus. In seinem Briefroman Hyperion brachte er ebenfalls Platons Eros-Konzept zur Geltung. Dort ermutigt Diotima, ein griechisches Mädchen, ihren Geliebten Hyperion zu der Einsicht, dass er eigentlich nach etwas Höherem strebt, nach einer schöneren Welt, die ihm kein einzelner Mensch ersetzen kann. Hölderlins Hyperion weist Merkmale des von Platons Diotima im Symposion beschriebenen mythischen Daimons Eros auf. Wie dieser ist er dazu berufen, den Menschen als Mittler zwischen ihnen und den Göttern das Göttliche näherzubringen. In einem Prosatext zur metrischen Fassung des Hyperion hielt Hölderlin mit Berufung auf den Eros-Mythos des Symposions den Gedanken fest, „unser ursprünglich unendliches Wesen“ sei zum ersten Mal leidend geworden, „als die Armuth mit dem Überflusse sich paarte“. Da sei die Liebe entstanden und der Mensch endlich geworden, an dem Tag, „als die schöne Welt für uns anfieng, da wir zum Bewußtsein kamen“.
Kritisch setzte sich Christoph Martin Wieland 1800/1801 mit dem Symposion auseinander. In seinem Briefroman Aristipp wird in einem Brief von einem Gastmahl berichtet, an dem neben der Gastgeberin Lais fünf Männer teilnahmen. Das Symposion wurde vorgelesen und dann hinsichtlich seiner einzelnen Bestandteile erörtert. Dabei kamen die Gesprächsteilnehmer zu Ergebnissen, die der Lehre Diotimas radikal widersprechen. Insbesondere die Hinlenkung des Eros auf das Urschöne stieß auf fundamentale Kritik, da das Urschöne außerhalb des Bereichs möglicher menschlicher Erfahrung liege und daher nicht das Ziel der Liebe sein könne.
Bildende Kunst

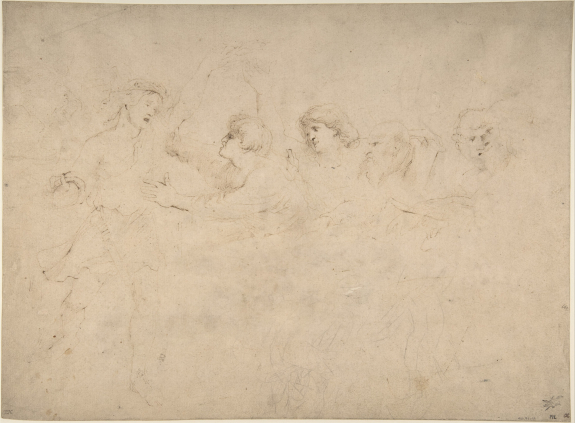
Alkibiades unter den Gästen. Skizze von Peter Paul Rubens, Metropolitan Museum of Art, New York

Von Peter Paul Rubens stammt eine um 1601 angefertigte Skizze, die den betrunkenen Alkibiades unter den Gästen im Hause Agathons zeigt. Eine Radierung von Pietro Testa (1648) und eine Zeichnung von Asmus Carstens (1793) haben dasselbe Sujet.
1775/1780 zeichnete der französische Maler Jacques-Louis David Diotima, die Sokrates belehrt. Sein Werk befindet sich heute in der National Gallery of Art in Washington, D. C.

### Moderne
Die moderne Rezeption ist in erster Linie von der hohen Wertschätzung der literarischen Qualität des Symposions geprägt. Die systematische Ausbeute hingegen wird aus fachphilosophischer Sicht relativ gering veranschlagt. Für eine breitere Öffentlichkeit ist der Name des Dialogs in erster Linie mit dem problematischen, oft missverstandenen Begriff der platonischen Liebe verbunden.
Die Rezeption Diotimas und ihrer Liebeslehre
Der Name Diotima ist in der Neuzeit immer wieder aufgegriffen und als Pseudonym, als ehrender Alternativname oder zur Benennung einer literarischen Figur verwendet worden. Er steht traditionell für eine weise Frau, die in Liebesfragen über ein außergewöhnliches, tiefgründiges Verständnis verfügt. Dieses Bild ergibt sich aus dem Eindruck, den das Symposion von Diotima vermittelt. Die Liebeslehre jedoch, die Diotima im Dialog vorträgt, ist in der Moderne außerhalb philosophischer und altertumswissenschaftlicher Kreise schweren Missverständnissen ausgesetzt. Diese sind die Folge eines fundamentalen Bedeutungswandels des Begriffs platonische Liebe. Das Schlagwort platonische Liebe bezog sich ursprünglich auf die Liebeslehre Diotimas, doch seine moderne Bedeutung (Nichtvorhandensein eines sexuellen Interesses) steht nur noch in einem sehr entfernten Zusammenhang mit dem Gedankengut des Symposions.
Philosophische Rezeption
Søren Kierkegaard veröffentlichte 1845 das Buch Stadien auf des Lebens Weg, dessen erster Teil, betitelt In vino veritas, von einem Gastmahl handelt und als Aufeinanderfolge von Reden über die Liebe ein Gegenstück zu Platons Symposion darstellt. Kierkegaard konstruierte seinen Text nahezu parallel zu dem antiken Vorbild.
Friedrich Nietzsche verfasste 1864 die Abhandlung Ueber das Verhältniß der Rede des Alcibiades zu den übrigen Reden des platonischen Symposions, ein Jugendwerk, in dem er sich lobend über den Dialog äußerte. Er vertrat die Ansicht, die Reden seien so konzipiert, dass sie aufeinander aufbauten; Sokrates runde „das von ihnen allmählich aufgeführte Gebäude“ zu einer Kuppel. Der Gegensatz zwischen Sokrates und Alkibiades zeige die dämonische Doppelnatur des Eros.
Der Neukantianer Paul Natorp stellte 1903 das Symposium dem Phaidon gegenüber und gelangte zum Befund, im Symposion sei die Immanenz der platonischen Idee in der Erscheinung in völliger Reinheit durchgeführt. Die immanente, weltbejahende Auffassung der Idee dringe hier siegreich durch. Das Ziel, das an sich Schöne, sei weder in der Zeit noch im Raum zu finden; zugänglich sei die Idee des Schönen jedoch der wissenschaftlichen, vom Sinnlichen in methodischer Induktion Stufe um Stufe fortschreitenden Erkenntnis.
Nicolai Hartmann stellte 1909 fest, Platon baue im Symposion die Idee des Schönen „geradezu aus Negationen“ auf; er bestimme sie dadurch, dass er ihr Bestimmungen entziehe, um ihr jeden Schein eines dinghaften Daseins zu nehmen. Dennoch grenze sich aus diesen Negationen mit großer Schärfe ein Etwas ab, das dem Leser als ein ganz Bestimmtes, Unverwechselbares erscheine. Das Erschauen der Idee in ihrer Reinheit und Unvermischtheit sei ein Denken. Hier komme es zum reinen Denken, dem Denken des seienden Seins, des reinen Seinsprinzips. Darin finde die Philosophie ihr Ziel und ihren Ruhepunkt. Es gebe keinen anderen Zugang zum wahrhaften Sein als den Weg durch Negationen hindurch zum Konstituierenden in den einzelnen Wissenschaften. Dieses sei das alles einzelne Dasein Verbürgende. Das sei der Weg, den Platon im Symposion zeichne. Das Unvergängliche, auf das die Bemühungen sterblicher Menschen nach Diotimas Lehre abzielten, seien vor allem „die ewigen Kulturwerte“. Dem Eros vertraue Platon die großen sittlichen Aufgaben der Menschheit an.
Ludwig Klages kritisierte in seiner 1922 veröffentlichten Schrift Vom kosmogonischen Eros Platons Liebeskonzept als „lebensverneinend“ und realitätsfremd. Der Eros habe – entgegen Platons Auffassung – nichts mit Bedürftigkeit und Mangel zu tun, sondern zeige sich als Drang des Überströmens und der Ergießung. Diesen Drang versuche Platon auf „Begriffsgespenster“ abzulenken, wodurch er aber den wirklichen Eros verdränge und vernichte. Das sei eine illegitime und verhängnisvolle Einmischung des Verstandes in Angelegenheiten der Seele.
Die Philosophin Simone Weil interpretierte in ihrer 1951 erschienenen Schrift Intuitions pré-chrétiennes den Kugelmenschen-Mythos. Sie hielt den Zustand der Dualität, der Trennung von Subjekt und Objekt, für das Unglück der Menschheit und meinte, die Teilung der Kugelmenschen sei „nur ein sichtbares Bild für diesen Dualitätszustand, der unser wesentlicher Mangel ist“. Anzustreben sei Einheit als „der Zustand, in dem Subjekt und Objekt ein und dasselbe sind, der Zustand dessen, der sich selbst erkennt und sich selbst liebt“. Durch „Angleichung an Gott“ sei dieses Ziel erreichbar.
Leo Strauss interpretierte 1959 das Symposion als Darstellung einer Auseinandersetzung über die Frage, ob die Philosophie oder die Dichtkunst den Weg zur Weisheit darstelle. Es handle sich um einen Wettkampf, in dem Sokrates die Dichter Agathon und Aristophanes überwinde und so dem Leser die Überlegenheit der Philosophie vor Augen führe. Dies geschehe auf dem Gebiet der Erotik, einer traditionellen Domäne der Dichter. Damit werde der Vorrang der Vernunft gegenüber irrationalen Faktoren etabliert. Das Symposion sei unter den Dialogen Platon der am wenigsten politische; es behandle „das Natürliche“, die menschliche Natur, damit aber auch die Grundlage des sozialen und politischen Handelns.
Roland Barthes befasste sich in seinen Fragments d’un discours amoureux (1977) mit dem Verhältnis zwischen der Liebe und dem Reden über sie, wobei es ihm um die Rolle literarisch vermittelter Sprach- und Vorstellungsmuster in der Realität der Erotik ging. Zu den wichtigsten Texten, die er dabei heranzog, zählte das Symposion.
Michel Foucault betonte 1984 in seiner Geschichte der Sexualität den Gegensatz zwischen dem konventionellen und dem platonischen Liebesverständnis. Für Platon sei die wahrhafte Liebe dadurch charakterisiert, dass sie durch die Erscheinungen des Objekts hindurch Bezug zur Wahrheit sei. Damit werde das Liebesverhältnis als Verhältnis zur Wahrheit strukturiert. Wie Foucault hierzu näher ausführt, unterscheidet sich eine solche Liebesbeziehung von einer herkömmlichen durch das Auftreten einer neuen Person, des Meisters. Er ist derjenige, der über sich selbst als Subjekt des Begehrens reflektiert, der in der Liebe das meiste Wissen besitzt und daher der Meister der Wahrheit ist und den Geliebten über die Liebe belehrt. Im konventionellen Spiel der Liebe umwirbt ein aktiver Liebhaber einen passiven Geliebten und gewinnt ihn für sich; der Liebhaber ist stets der ältere der beiden, der Geliebte der körperlich attraktivere. Bei Platon hingegen wird der Meister der Liebe, ein erfahrener Mann, zum Liebesobjekt für Jüngere, die ihn an körperlicher Attraktivität weit übertreffen. Seine Macht über sich selbst fasziniert und verschafft ihm Macht über andere.
Literarische Rezeption
Der Dichter Shelley war vom Symposion fasziniert. Er hielt es für Platons schönstes Werk. Im Sommer 1818 übersetzte er es ins Englische, wobei er sich aus stilistischem Grund einen freien Umgang mit dem griechischen Text gestattete.
Relativ ungünstig fiel hingegen das Urteil von Friedrich Nietzsche aus: Platon imitiere im Symposion verschiedene Stile und zeige sich nicht auf der Höhe seiner Kunst.
Im späten 19. und frühen 20. Jahrhundert bezeichnete sich eine Gruppe von homoerotisch eingestellten englischsprachigen Dichtern als „Uranians“. Sie beriefen sich auf antike Gepflogenheiten und knüpften mit ihrer Selbstbezeichnung an die Darstellung der „uranischen“ Erotik in der Rede des Pausanias im Symposion an. Ein Theoretiker dieser Bewegung war Edward Perry Warren, der unter dem Pseudonym Arthur Lyon Raile 1927 den Roman A Tale of Pausanian Love und 1928–1930 das dreibändige Werk A Defence of Uranian Love veröffentlichte. Auch im Roman Maurice von Edward Morgan Forster, der 1913–1914 geschrieben und erst 1971 postum veröffentlicht wurde, spielt Platons Dialog im Kontext einer modernen homoerotischen Beziehung eine Rolle. Die Anregung zu dem Roman hatte Forster von dem Schriftsteller Edward Carpenter erhalten, der sich zum Ideal einer „uranischen“ Liebe bekannte.
Paul Valéry verfasste 1921 den Dialog L’âme et la danse, in dem Sokrates, Phaidros und Eryximachos auftreten.
Im 20. und 21. Jahrhundert hat Platons literarische Leistung viel Lob gefunden. Der Philosophiehistoriker Constantin Ritter sah im Symposion „eines der feinsten und reichsten Erzeugnisse der schriftstellerischen Kunst des hellenischen Altertums“. Ulrich von Wilamowitz-Moellendorff betonte, man dürfe das Symposion nicht als Lehrschrift eines Philosophen auffassen; der stärkste Zauber Platons liege in der „Dichtkunst“, der schriftstellerischen Leistung. Als „Seelenkünder“ könne Platon es mit jedem Tragiker aufnehmen. In der Stufenleiter der Erotik stecke „eine der tiefsten Äußerungen Platons über sein eigenes Innenleben“. Werner Jaeger meinte, im Symposion offenbare sich die höchste Vollendung platonischer Kunst. Es sei durch den Sieg des Sokrates im Redewettstreit gleichsam die sichtbare Verkörperung des Vorrangs der Philosophie gegenüber der Poesie. Die Philosophie habe sich aber nur dadurch zu dieser Würde aufschwingen können, dass sie selbst Dichtung geworden sei oder zumindest in den Reden von Aristophanes und Sokrates dichterische Werke höchsten Ranges geschaffen habe, die das Wesen der Philosophie „unabhängig von allem Meinungskampf in unsterblicher Kraft uns vor Augen führten“. Der dramatische Hauptreiz beruhe auf der Meisterschaft individualisierender Charakteristik. Hans Reynen befand, das Symposion sei eines der größten Kunstwerke in der gesamten philosophischen Literatur; selten sei die Synthese des philosophischen Denkens mit dem künstlerischen Gestalten so glücklich gelungen. Georg Picht stellte 1968/69 fest, es handle sich um eine Komposition, in der jedes Stück seinen eigenen Ton und Stil habe, und alle diese Tonarten seien aufs genaueste aufeinander abgestimmt. Die literarische Technik manifestiere sich im Spiel von vielfachen Brechungen und perspektivischen Umkehrungen. Besondere Vorzüge des Werks seien „das subtile Studium der Übergänge, das Spiel mit der Vieldeutigkeit der Motive, denen stets neue und überraschende Wendungen abgewonnen werden“, sowie eine „besonders hintergründige Kunst der abgestuften Perspektiven“. Dieser große Aufwand werde nicht nur aus ästhetischen Gründen getrieben, sondern solle einen Durchblick in die riesige Weite der Stufenfolgen gewähren, die man auf dem Erkenntnisweg durchlaufen müsse. Auch zahlreiche weitere Gelehrte wiesen auf die äußerst kunstvolle Struktur hin.
Psychologie
Sigmund Freud führte in seiner 1920 veröffentlichten Abhandlung Jenseits des Lustprinzips den Kugelmenschen-Mythos als Beleg dafür an, dass seine Theorie von der konservativen Natur der Triebe schon in der Antike einen Vorläufer gehabt habe. Die Darstellung des Aristophanes im Symposion sei zwar eine „Hypothese“ von „phantastischer Art“, stimme aber im Grundgedanken mit der Annahme des regressiven Charakters der Triebe überein: „Sie leitet nämlich einen Trieb ab von dem Bedürfnis nach Wiederherstellung eines früheren Zustandes.“ Ferner stellte Freud 1925 fest, das, was in der Psychoanalyse Sexualität genannt werde, decke sich keineswegs mit dem Drang nach Vereinigung der geschiedenen Geschlechter oder nach Erzeugung von Lustempfindung an den Genitalien, sondern weit eher mit dem „allumfassenden und alles erhaltenden Eros des Symposions Platos“.
Der im Symposion beschriebene erotische Aufstieg ist verschiedentlich mit der Sublimierung im Sinne von Freuds Psychoanalyse verglichen und als Sublimierungsvorgang gedeutet worden, da er vom sexuellen Vollzug wegführt. Es bestehen aber fundamentale Unterschiede: Bei der Sublimierung wird die Libido unterdrückt. Sie wird zunächst als sexuelles Begehren blockiert und dann auf andere Objekte umgelenkt, wobei die Ersatzobjekte für das Subjekt weniger attraktiv sind als das ursprüngliche Ziel der Libido. Auch nach der Sublimierung bleibt das Streben seiner Natur nach sexuell. Für Platons Diotima hingegen impliziert der Aufstieg niemals eine Blockierung des erotischen Impulses, und die Formen von Erotik, die an die Stelle der sexuellen Befriedigung treten, sind attraktiver als diese. Der platonische Aufstieg ist eine bewusst vollzogene Aufeinanderfolge von Schritten, die Sublimierung ein unbewusster Vorgang.
Jacques Lacan setzte sich intensiv mit Platons Dialog auseinander. Dabei beschäftigte ihn insbesondere das Verhältnis zwischen Sokrates und Alkibiades, das er unter dem psychoanalytischen Gesichtspunkt der Übertragung von Affekten von einem Objekt auf ein anderes betrachtete. Er fragte nach dem Ziel der Begierde des Alkibiades. Dieser habe seine erotische Begierde, die eigentlich Agathon gegolten habe, auf Sokrates übertragen und dabei eine Gegenübertragung erhofft, die Sokrates jedoch verweigert habe. Sokrates habe sich in einer Lage befunden, die der des Psychoanalytikers entspreche. In seiner Abhandlung Die vier Grundbegriffe der Psychoanalyse (1964) konstatierte Lacan, die Übertragung sei im Symposion „in vollendeter und strengster Form“ artikuliert. Dort sei Platon weiter als irgendwo sonst gegangen im Versuch, dem Leser die Komödienhaftigkeit seiner Dialoge vor Augen zu führen. Damit habe er auf die präziseste Weise die Stelle der Übertragung angezeigt. Unter diesem Gesichtspunkt hatte sich Lacan schon in seinem „achten Seminar“, einer 1960/1961 in Paris gehaltenen Vorlesung, die dem Phänomen der Übertragung gewidmet war, eingehend mit dem Symposion befasst. Er untersuchte auch den im Kugelmenschen-Mythos beschriebenen Mangelzustand und die illusionäre Suche des Menschen nach seiner verlorenen Hälfte.
Belletristik
Conrad Ferdinand Meyer verfasste das Gedicht Das Ende des Festes über das Auftreten des Alkibiades und den Ausgang des Gastmahls.
In Robert Musils Roman Der Mann ohne Eigenschaften erhält die Gastgeberin eines Salons von einem Bewunderer den Namen Diotima. Musil knüpft mit ironischer Absicht an die antike Tradition an: Er wendet sich gegen eine romantische Überhöhung trivialer Verhältnisse.
Malerei

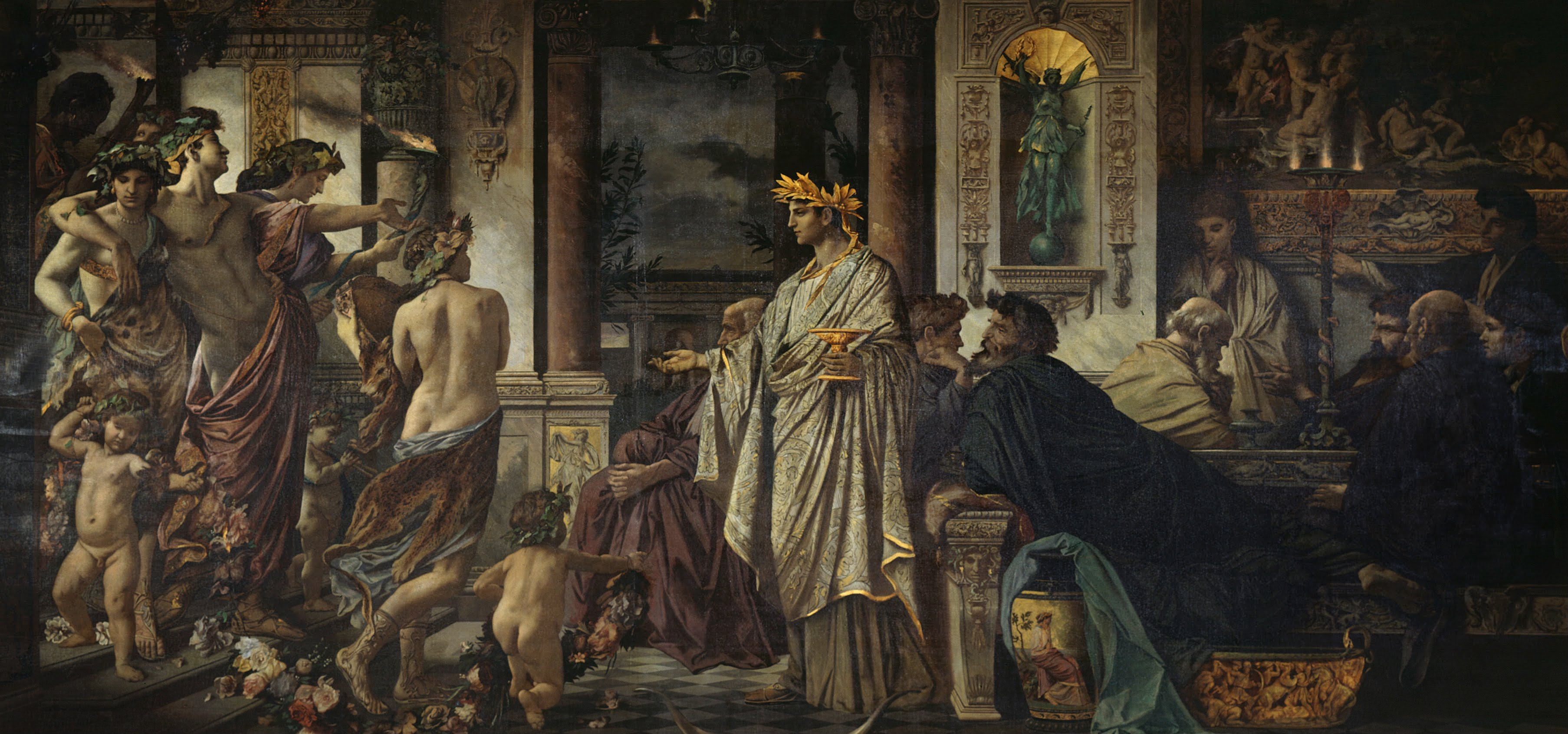
Das Gastmahl des Plato. Gemälde von Anselm Feuerbach (1873), Alte Nationalgalerie, Berlin

Anselm Feuerbach malte zweimal – 1869 und 1873 – die Szene, in der Agathon den spät eingetroffenen Alkibiades begrüßt. Die Figuren sind in Lebensgröße dargestellt. Feuerbach hielt sich nicht an die Sitzordnung des Dialogs, sondern ordnete Liebende und Geliebte einander zu.
Der Schweizer Maler und Grafiker Hans Erni schuf eine Reihe von Zeichnungen, die Motive aus dem Symposion darstellen, darunter das Gespräch des Sokrates mit Diotima.
Musik
Erik Satie komponierte 1917–1918 das „symphonische Drama“ Socrate für Orchester und Singstimme. Der Text für den ersten der drei Teile des Stücks ist der französischen Symposion-Übersetzung von Victor Cousin entnommen.
Leonard Bernstein komponierte eine Serenade für Solovioline, Streichorchester, Harfe und Schlagzeug „nach Platons Symposion“ (Werkverzeichnisnummer 255), die 1954 in Venedig unter seiner Leitung uraufgeführt wurde. In formaler Hinsicht folgte er der platonischen Vorlage; die fünf Sätze sind mit den Namen der einzelnen Redner überschrieben und zeichnen deren Auftritte nach, wobei die ersten beiden und die letzten beiden Reden in jeweils einem Satz dargestellt werden.
In dem 1998 in New York uraufgeführten Musical Hedwig and the Angry Inch, das 2001 verfilmt wurde, bietet das Lied The Origin of Love eine verfremdete Version der Eros-Deutung des Aristophanes im Symposion.

## Ausgaben und Übersetzungen
Ausgaben mit Übersetzung
- Franz Boll, Wolfgang Buchwald (Hrsg.): Platon: Symposion. 8., aktualisierte Auflage, Artemis, München/Zürich 1989, ISBN 3-7608-1576-6 (griechischer Text mit sehr knappem kritischem Apparat; Übersetzung von Boll und Buchwald)
- Annemarie Capelle (Hrsg.): Platon: Das Gastmahl. 2. Auflage, Meiner, Hamburg 1973 (Nachdruck der 1960 erschienenen 2. Auflage mit Ergänzungen zur Literaturübersicht; griechischer Text nach der Ausgabe von John Burnet, 1901, ohne den kritischen Apparat; Übersetzung von Otto Apelt, 1928, bearbeitet)
- Gunther Eigler (Hrsg.): Platon: Werke in acht Bänden. Band 3, 5. Auflage, Wissenschaftliche Buchgesellschaft, Darmstadt 2005, ISBN 3-534-19095-5, S. 209–393 (bearbeitet von Dietrich Kurz; Abdruck der kritischen Ausgabe von Léon Robin, 8. Auflage, Paris 1966; deutsche Übersetzung von Friedrich Schleiermacher)
- Thomas Paulsen, Rudolf Rehn (Hrsg.): Platon: Symposion. Reclam, Stuttgart 2006, ISBN 978-3-15-018435-6 (griechischer Text nach der Ausgabe von John Burnet, 1901, ohne den kritischen Apparat, bearbeitet; Übersetzung von Paulsen und Rehn)
- Léon Robin, Paul Vicaire (Hrsg.): Platon: Œuvres complètes. Band 4, Teil 2: Le Banquet. Les Belles Lettres, Paris 1989, ISBN 2-251-00216-2 (Einleitung von Robin, kritische Edition mit französischer Übersetzung von Vicaire)
- Rudolf Rufener (Übersetzer): Platon: Symposion. Artemis & Winkler, Düsseldorf/Zürich 2002, ISBN 3-7608-1730-0 (unkritische Ausgabe des griechischen Textes mit Rufeners Übersetzung; Einführung von Wolfgang Buchwald, nicht – wie auf dem Titelblatt versehentlich falsch angegeben – von Thomas A. Szlezák)
- Barbara Zehnpfennig (Hrsg.): Platon: Symposion. 2., durchgesehene Auflage, Meiner, Hamburg 2012, ISBN 978-3-7873-2404-0 (griechischer Text nach der Ausgabe von John Burnet ohne den kritischen Apparat, Übersetzung und Einführung von Zehnpfennig)

Übersetzungen
- Rudolf Kassner: Platons Gastmahl. Eugen Diederichs, Leipzig 1903
- Otto Apelt: Platon: Gastmahl. In: Otto Apelt (Hrsg.): Platon: Sämtliche Dialoge. Band 3, Meiner, Hamburg 2004, ISBN 3-7873-1156-4 (mit Einleitung und Erläuterungen; Nachdruck der Ausgabe Leipzig 1926)
- Kurt Hildebrandt: Platon: Das Gastmahl oder Von der Liebe. Reclam, Stuttgart 1979, ISBN 3-15-000927-8
- Arthur Hübscher: Platon: Das Gastmahl oder Von der Liebe. 2. Auflage, Piper, München/Zürich 1987, ISBN 3-492-10672-2
- Renate Johne: Platon: Das Gastmahl oder Über die Liebe. Dieterich, Leipzig 1979
- Rudolf Rufener: Platon: Meisterdialoge (= Jubiläumsausgabe sämtlicher Werke, Band 3). Artemis, Zürich/München 1974, ISBN 3-7608-3640-2, S. 105–181 (mit Einleitung von Olof Gigon S. XXXV–LX)
- Albert von Schirnding: Platon: Symposion. Ein Trinkgelage. Beck, München 2012, ISBN 978-3-406-63864-0
- Ute Schmidt-Berger: Platon: Das Trinkgelage oder Über den Eros. Insel, Frankfurt/Leipzig 2004, ISBN 3-458-34741-0
- Bruno Snell: Platon: Das Gastmahl. 3. Auflage, Marion von Schröder Verlag, Hamburg 1949
- Franz Susemihl: Das Gastmahl. In: Erich Loewenthal (Hrsg.): Platon: Sämtliche Werke in drei Bänden. Band 1, unveränderter Nachdruck der 8., durchgesehenen Auflage, Wissenschaftliche Buchgesellschaft, Darmstadt 2004, ISBN 3-534-17918-8, S. 657–727